# 富士フイルムのカメラ製品一覧
富士フイルムのカメラ製品（ふじフイルムのカメラせいひん）は富士フイルムの開発、発売したカメラ、レンズ製品の一覧。ただし大判用レンズは富士フイルム大判用レンズの一覧、引き伸ばし用レンズは富士フイルム引き伸ばし用レンズの一覧、デジタルカメラ製品は富士フイルムのデジタルカメラ製品一覧を参照のこと。

## 110フィルム使用カメラ

### ポケットフジカシリーズ
- ポケットフジカ200（1975年3月発売）

- ポケットフジカ300（1975年3月発売）
- ポケットフジカ400（1975年3月発売）
- ポケットフジカ500（1975年3月発売）
- ポケットフジカ600（1975年3月発売）

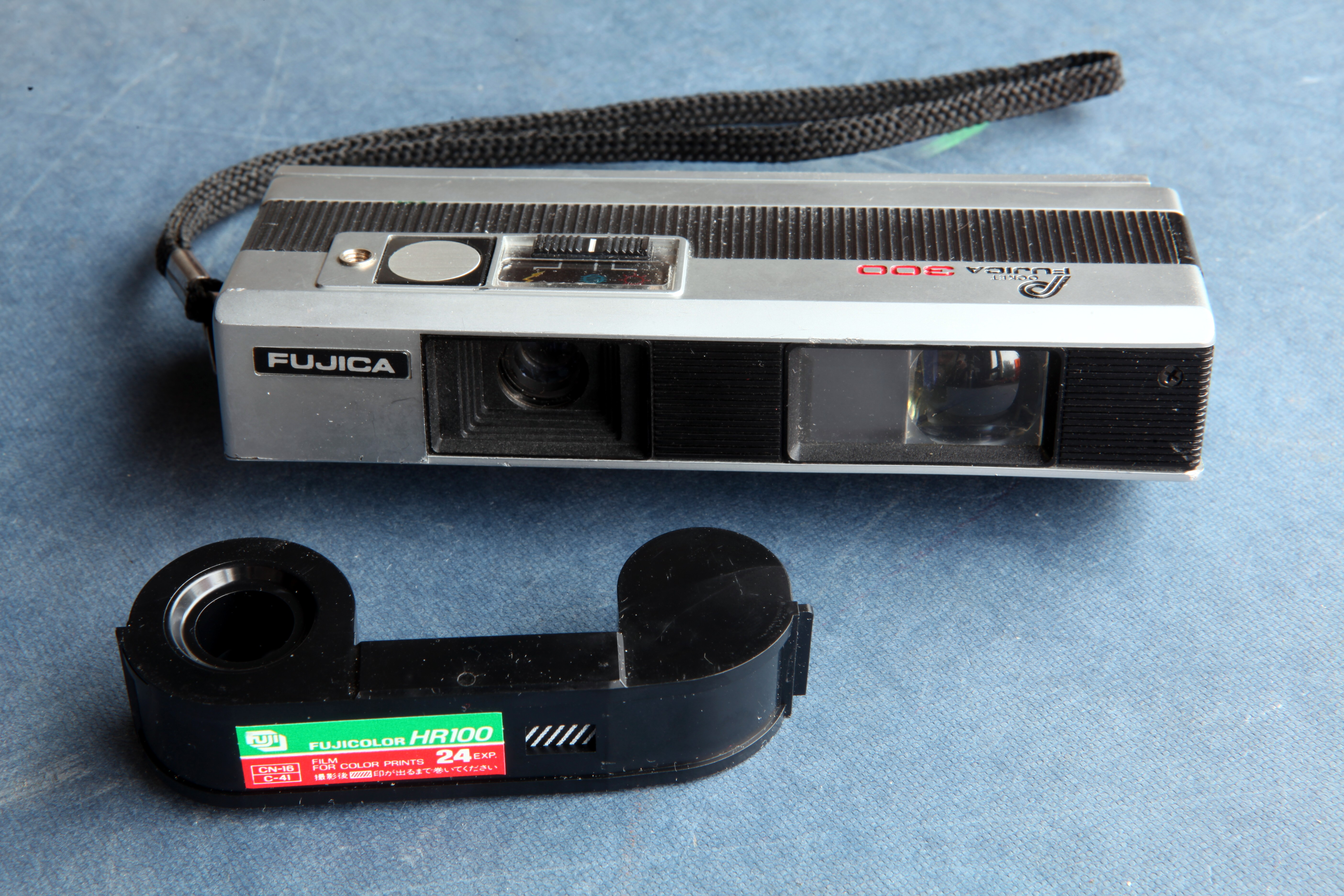
ポケットフジカ300

- ポケットフジカ350ズーム（1976年3月発売）
- ポケットフジカ350ワイド
- ポケットフジカ250

- ポケットフジカ350フラッシュ

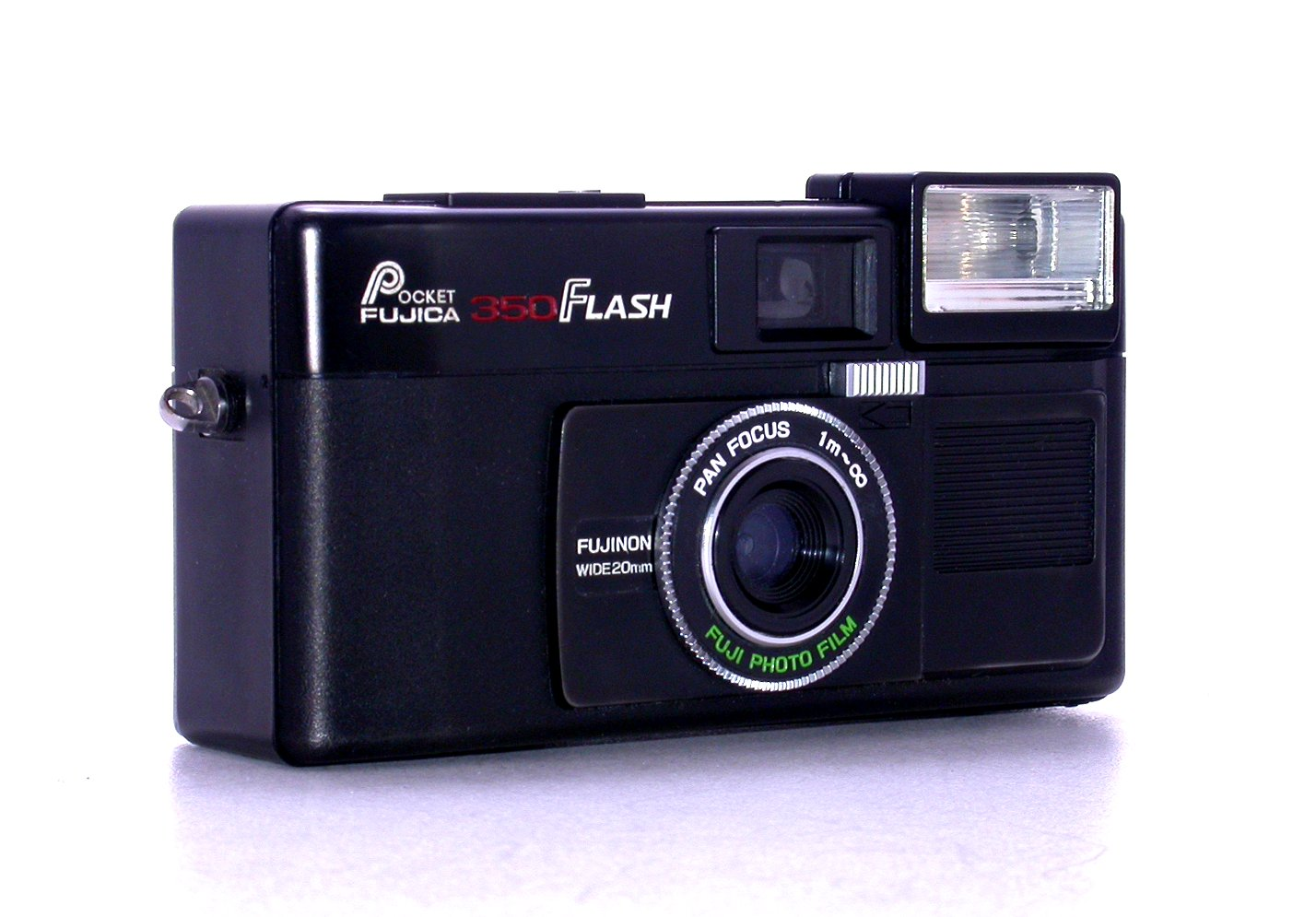
ポケットフジカ350フラッシュ

- ポケットフジカ450フラッシュ（1977年3月発売）
- ポケットフジカ550オート
- ポケットフジカフラッシュAW（1979年4月発売） - 装着レンズは固定焦点3群4枚フジノンワイド20mmF4。
- ポケットフジカフラッシュズーム（1979年7月発売）
- ポケットフジカ380フラッシュ（1981年8月発売） - 装着レンズは固定焦点3群4枚フジノンワイド20mmF4。
- ハローキティフラッシュAW（1981年11月発売） - レンズプロテクターにハローキティがデザインされている女性向けモデル。装着レンズは固定焦点3群4枚フジノンワイド20mmF4。
- ポケットフジカオートポップ（1982年5月発売） - オートワインダー内蔵。暗い場所ではフラッシュが自動的に飛び出す。装着レンズは固定焦点3群4枚フジノンワイド20mmF4。ボディーカラーは赤、青、黒があった。
- ポケットフジカミッキーマウス（1983年3月発売） - ポケットフジカ380フラッシュをベースに製作された東京ディズニーランド開園記念モデル。レンズプロテクターにミッキーマウスがデザインされている。装着レンズは固定焦点3群4枚フジノンワイド20mmF4。

## 120フィルム使用カメラ

中段左から
フジカシックスIA
フジカシックスIICS
スーパーフジカシックス
中段左から5番目
フジカフレックスオートマット

### フジカシックスシリーズ
6×6cm判スプリングカメラ。
- フジカシックスIAS（1948年4月発売[1]） - 富士写真フイルム最初のカメラだがボディーは自社製ではなかった。
- フジカシックスIBS（1948年10月発売[1]）
- フジカシックスICS（1949年6月発売[1]）
- フジカシックスIIBS（1950年11月発売[1]）
- フジカシックスIICS（1952年4月発売[1]） - トップカバーが流線型で話題となった[1]。レンズは3群4枚フジナー75mmF3.5。ピント合わせは目測による直進ヘリコイド。
- スーパーフジカシックス（1955年4月発売[1]） - 連動距離計を装備し、フィルム装填もスタートマーク式となった。
- スーパーフジカシックスM（1956年3月発売[1]） - この系列の最終型。シャッターがセイコーシャMXとなりフラッシュが使用可能となった[1]。

### フジカフレックス
6×6cm判二眼レフカメラ。
- フジカフレックスオートマット（1954年発売[2]） - ローライの模倣をしない意欲作で「数多く作られた国産二眼レフの頂点」と評された[2]が、当時65,000円と群を抜いて高価[2][注釈 1]かつ大型だったために売れず収集対象になっている。レンズは3群5枚[2]のフジナー83mmF2.8[2]。

### フジペットシリーズ
フィルム装填、巻き上げはノブによる赤窓式。

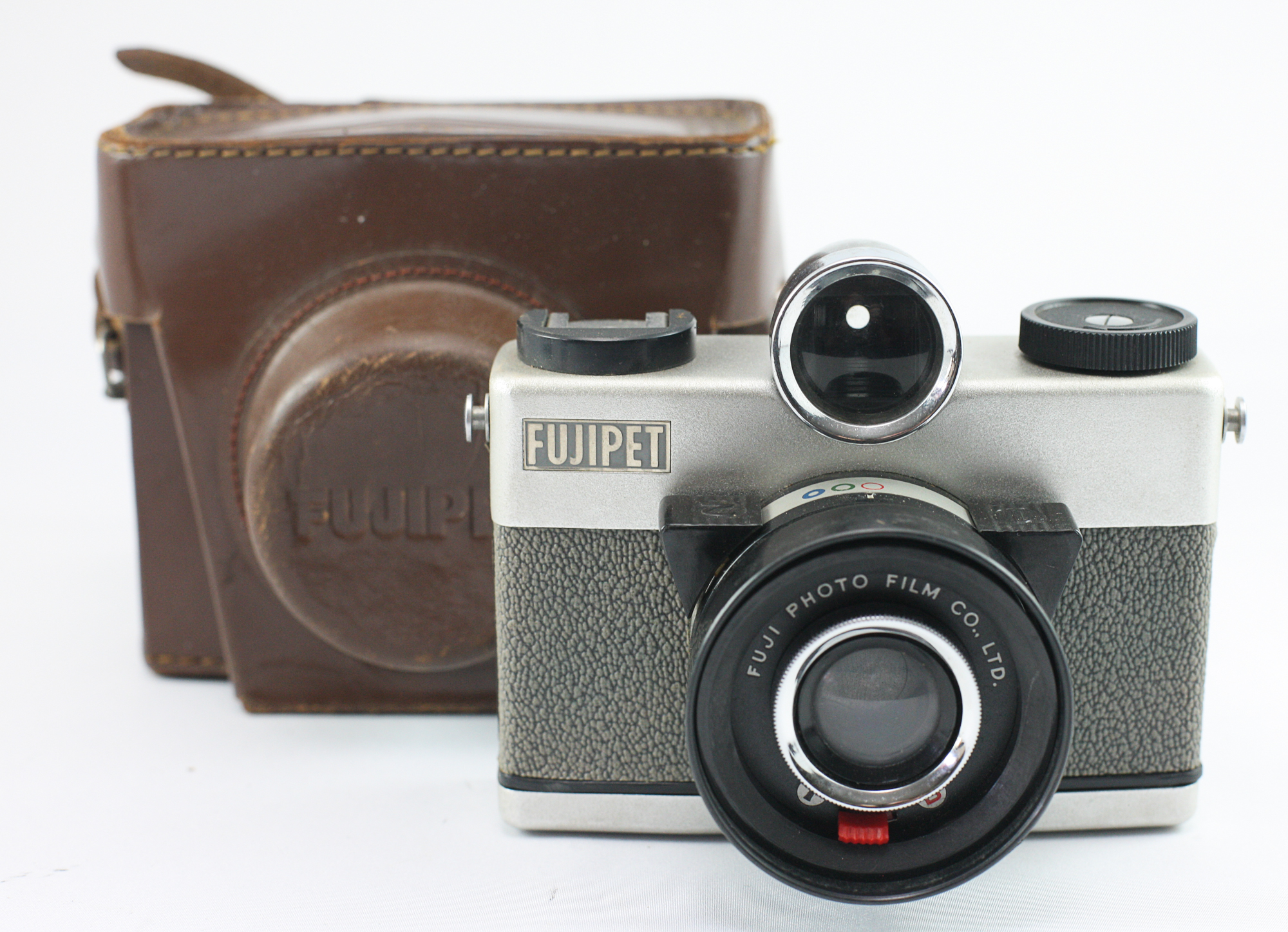
フジペット

- フジペット（1957年9月発売、1962年生産終了） - 1950円という非常な安価で発売され、小学生向き入門カメラとして一世を風靡したブローニー版フィルムカメラ[3]。レンズはピント固定単玉70mmF11で、絞りはF11、F16、F22の数字の他に曇り、晴れ、快晴のマークがある。シャッタースピードはB、1/50秒。セットレバーに1、レリーズレバーに2の番号が振ってある。張皮の色に黒、赤、緑、桃、黄、金のバリエーションがある。田中芳郎デザイン[4]。

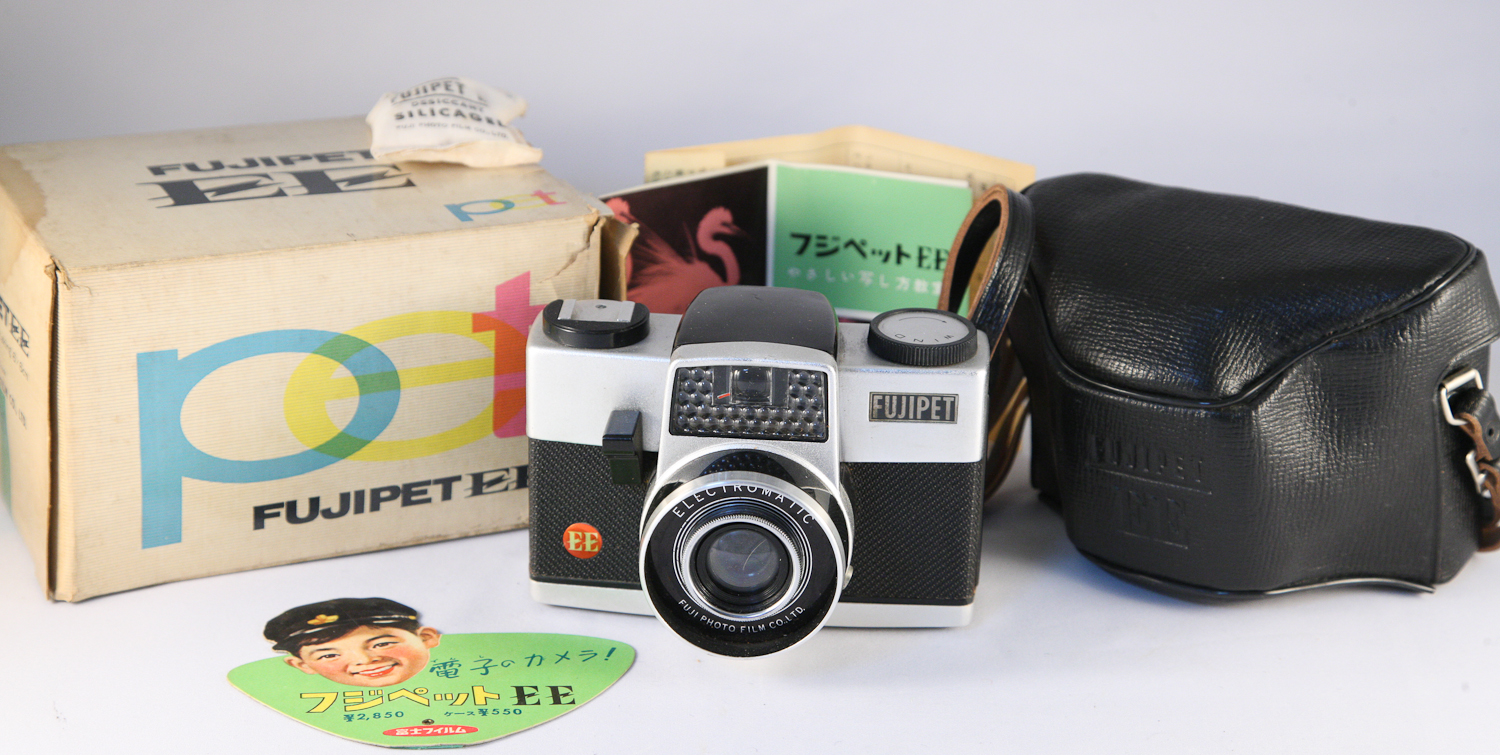
フジペットEE

- フジペットEE（1961年4月発売） - セレン光電池による露出計を搭載しEE露出を可能にしたブローニー版フィルムカメラ。田中芳郎デザイン[4]。

### フジカG/GL/GMシリーズ
レンズ交換式レンジファインダーカメラ。レンズ固定のGWシリーズに受け継がれた。6×9cm判、フジカGM670プロフェッショナルは6×7cm判。

#### G/GL/GMシリーズボディー
- フジカG690（1968年9月発売） - 1968年のフォトキナで発表された。
- フジカG690BL（1969年10月発売） - 遮光幕が閉まっていない状態ではレンズが外れないように改良された。ファインダーは0.75倍、ブライトフレーム。内蔵連動距離計は有効基線長50.3mm。シャッターはセイコー#0番。多重露出、空シャッター、大名刺判使用の場合にはカメラ背面巻き上げレバー下の「R-S」スライドをSの方に移動させる。
- フジカGL690プロフェッショナル（1973年11月発売） - 縦位置用シャッターボタンを装備した。
- フジカGM670プロフェッショナル（1973年11月発売） - フジカGL690プロフェッショナルの6×7cm判版。

#### G/GL/GMシリーズ用レンズ
- フジノン50mmF5.6（1974年発売） - 6群8枚。最短撮影距離1m。
- フジノン65mmF5.6（1974年発売） - 4群8枚。最短撮影距離1m。
- フジノンSWS65mmF8（1968年9月発売） - 4群6枚。最短撮影距離1m。アタッチメントはφ72mmねじ込み。外付ファインダーが付属する。
- フジノンS100mmF3.5（1968年9月発売） - テッサー型3群4枚。最短撮影距離1m。アタッチメントはφ72mmねじ込み。
- フジノンS100mmF3.5（1974年発売） - 3群4枚。最短撮影距離1m。
- フジノンAE100mmF3.5（1974年発売） - 3群4枚。最短撮影距離1m。AEはAuto Electroの略で電子シャッターと外光式露出計を装備し、絞り優先AEが可能。電池が消耗していた場合は1/500秒となる。
- フジノン120mm
- フジノンTS150mmF5.6（1968年9月発売） - 4群5枚。最短撮影距離2m。アタッチメントはφ72mmねじ込み。
- フジノンTS150mmF5.6（1974年発売） - 4群5枚。最短撮影距離2m。
- フジノンTS180mmF5.6（1968年9月発売） - 5群5枚。最短撮影距離2.5m。アタッチメントはφ72mmねじ込み。アルバダ式外付ファインダーが付属する。
- フジノンTS180mmF5.6（1974年発売） - 5群5枚。最短撮影距離2.5m。

### フジカ/フジGW/GSWシリーズ
レンジファインダーカメラ。5群5枚EBCフジノン90mmF3.5を固定したGWと、4群6枚EBCフジノンSW65mmF5.6を固定したGSWがあり、GWとGSWのそれぞれに6×7cm判の670、6×8cm判の680、6×9cm判の690がある。改良を続けられつつロングセラーとなったが2003年製造中止された。
- フジカGW670
- フジカGW690プロフェッショナル（1978年11月発売） - 圧板を外し裏返して取り付けることで220フィルムも使用できる。ボディー上部のフィルムセレクターを使用フィルムに合わせておくと撮影終了後フィルムはフリーになる。フィルム巻き上げはレバー式で2ストローク。1ストローク目は巻き上げ角138度で一定、2ストローク目は1コマ目120度だが2コマ目以降巻き軸が太くなるため次第に巻き上げ角が小さくなり8コマ目44度。ボディー底面にカウンターがあり撮影回数がデジタル表示されオーバーホールの目安となる[注釈 2]。
- フジカGSW690プロフェッショナル（1980年3月発売） - フジカGW690プロフェッショナルの広角レンズ装着版。
- フジGW690IIプロフェッショナル（1985年6月発売） - シャッターロック、横吊り用フックを装備した。アクセサリーシューがホットシュー化された。カメラの名称が「フジカ」でなくなっている。
- フジGSW690IIプロフェッショナル（1985年6月発売） - フジGW690IIプロフェッショナルの広角レンズ装着版。
- フジGW670IIプロフェッショナル（1985年12月発売） - フジGW690IIプロフェッショナルの6×7cm判版。

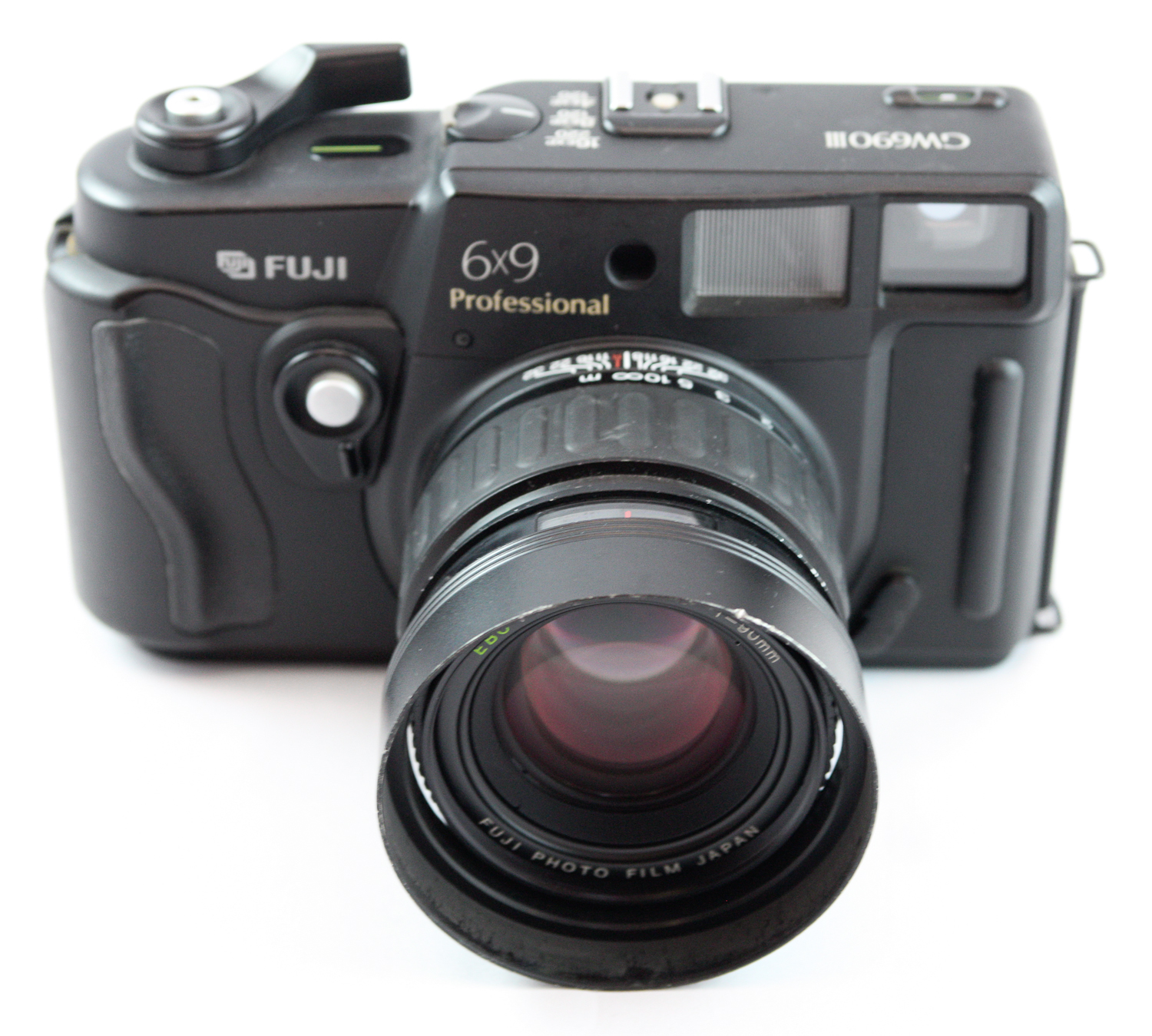
フジGW690IIIプロフェッショナル

- フジGW690IIIプロフェッショナル（1992年2月発売） - 巻き上げレバーが小型化された。
- フジGSW690IIIプロフェッショナル（1992年2月発売） - フジGW690IIIの広角レンズ装着版。
- フジGW670IIIプロフェッショナル - フジGW690IIIの6×7cm判版。国内販売はされなかった。
- フジGW680IIIプロフェッショナル（1992年3月発売） - フジGW690IIIプロフェッショナルの6×8cm判版。120フィルムを使用し9枚撮りまたは220フィルムを使用し18枚撮り。
- フジGSW680IIIプロフェッショナル（1992年11月発売） - フジGW680IIIプロフェッショナルの広角レンズ装着版。

### フジカ/フジG617シリーズ
6×17cm判。120フィルムを使用し4枚撮りまたは220フィルムを使用し8枚撮り。
- フジカパノラマG617プロフェッショナル（1983年3月発売） - レンズは大判用レンズのEBCフジノンSW105mmF8を固定装着する。最短撮影距離3m。アタッチメントはφ77mmねじ込み。

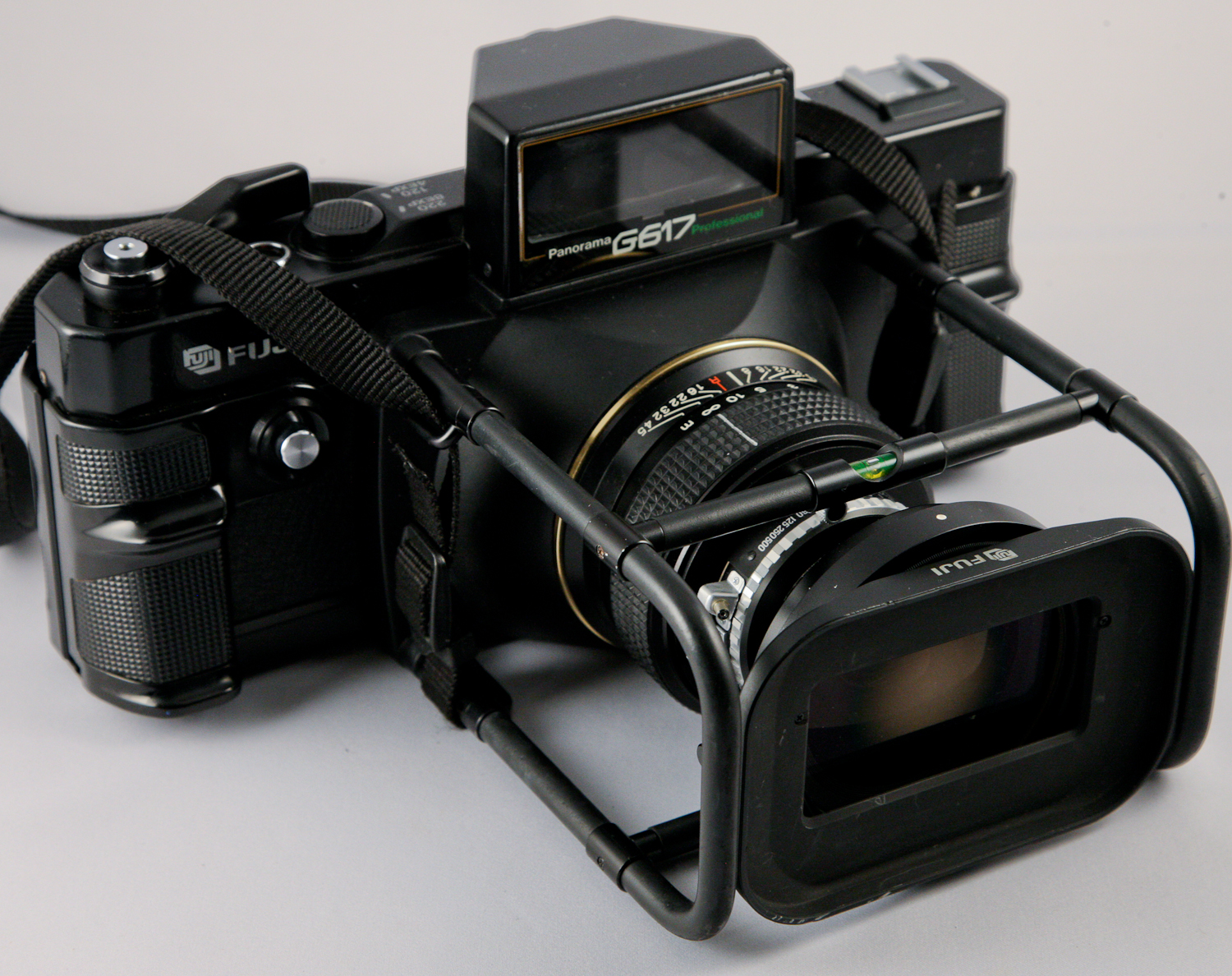
フジパノラマGX617プロフェッショナル

- フジパノラマGX617プロフェッショナル（1993年12月発売） - レンズ交換式になっている。ファインダーはそれぞれレンズに付属する。裏蓋を方眼式フォーカシングスクリーンに交換すればパララックスのないフレーミングと正確なピント合わせも可能。カメラの名称が「フジカ」でなくなっている。電源はCR123A電池×2個。

#### GX617用レンズ
- SWDフジノン90mmF5.6 - 最短撮影距離2m。アタッチメントはφ77mmねじ込み。センターフィルターGX617を使用すれば周辺まで均一光量の写真が得られる。
- SWフジノン105mmF8 - 最短撮影距離1.2m。アタッチメントはφ77mmねじ込み。センターフィルターGX617を使用すれば周辺まで均一光量の写真が得られる。
- Wフジノン180mmF6.7 - 最短撮影距離2.7m。アタッチメントはφ77mmねじ込み。
- Tフジノン300mmF8 - 最短撮影距離9m。アタッチメントはφ67mmねじ込み。

### フジカ/フジGS645シリーズ

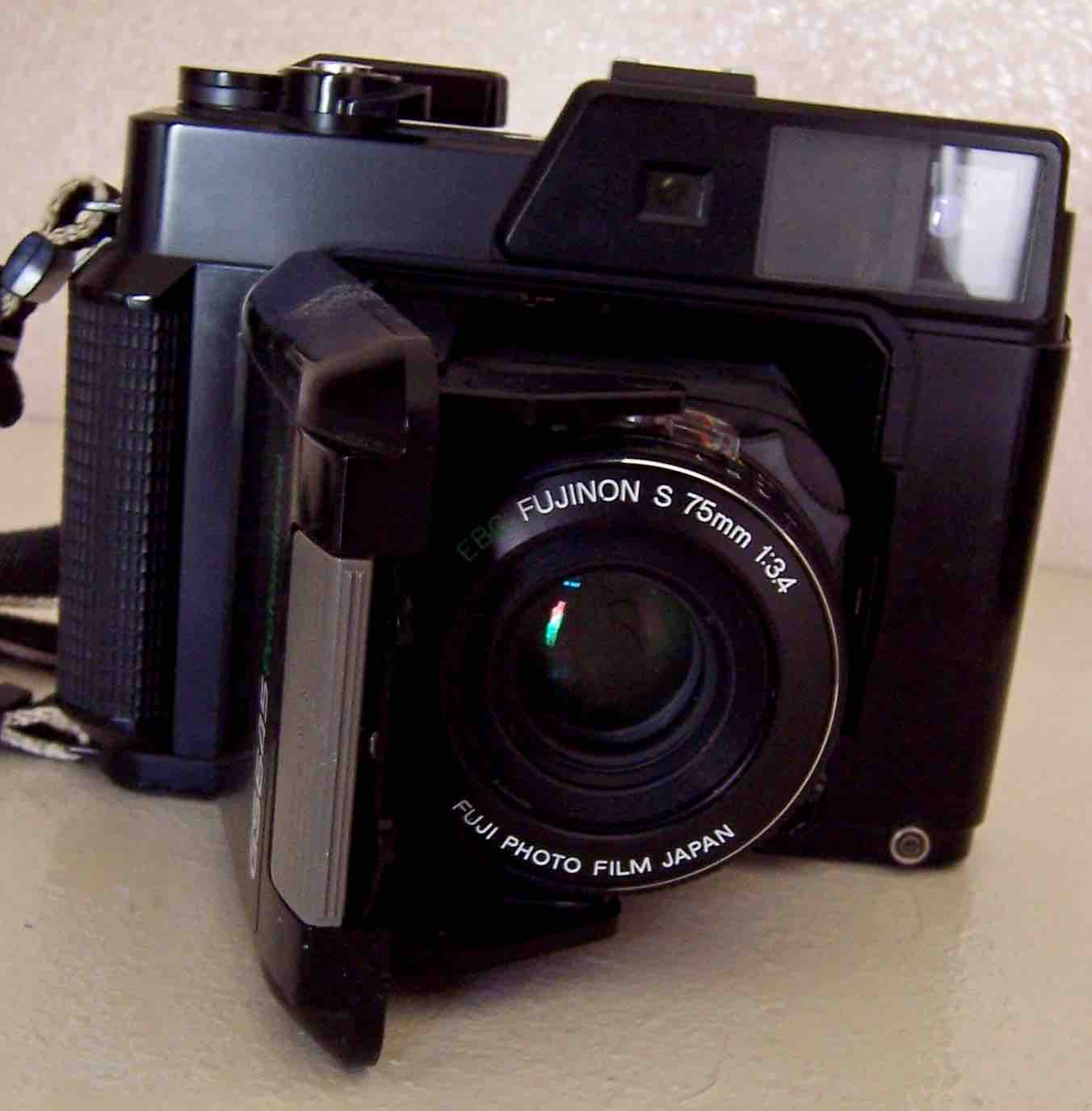
フジカGS645プロフェッショナル (海外版GS450)

- フジカGS645プロフェッショナル（1983年3月発売） - スプリングカメラであるが、上部レバーによるセルフコッキング巻き上げやGPD素子の露出計を内蔵する一体型距離計を装備する等近代化されている。外装デザインも蛇腹が目立たず、プラスチックを使用しているなど近代的になっている。120フィルムで15枚撮り、220フィルムで30枚撮り。レンズは4群5枚EBCフジノンS75mmF3.4。アタッチメントはφ40.5mmねじ込み。ファインダーは0.63倍、パララックスを自動補正、二重像合致式距離計が組み込まれている。電源はLR44電池×2個。
- フジカGS645Wプロフェッショナル（1983年10月発売） - フジカGS645プロフェッショナルの姉妹機で、固定鏡胴の5群6枚ワイドレンズEBCフジノンW45mmF5.6を装着する。ピント合わせはヘリコイドで2.5m位置にクリックが入っており、最短撮影距離は1m。
- フジGS645Sプロフェッショナル - 装着レンズは固定鏡胴の5群7枚EBCフジノンW60mmF4。アタッチメントはφ49mmねじ込み。レンズの周囲に鉄棒様のプロテクターが一周し鏡胴を保護している。電源はLR44電池×2個。カメラの名称が「フジカ」でなくなっている。

### フジGA645シリーズ

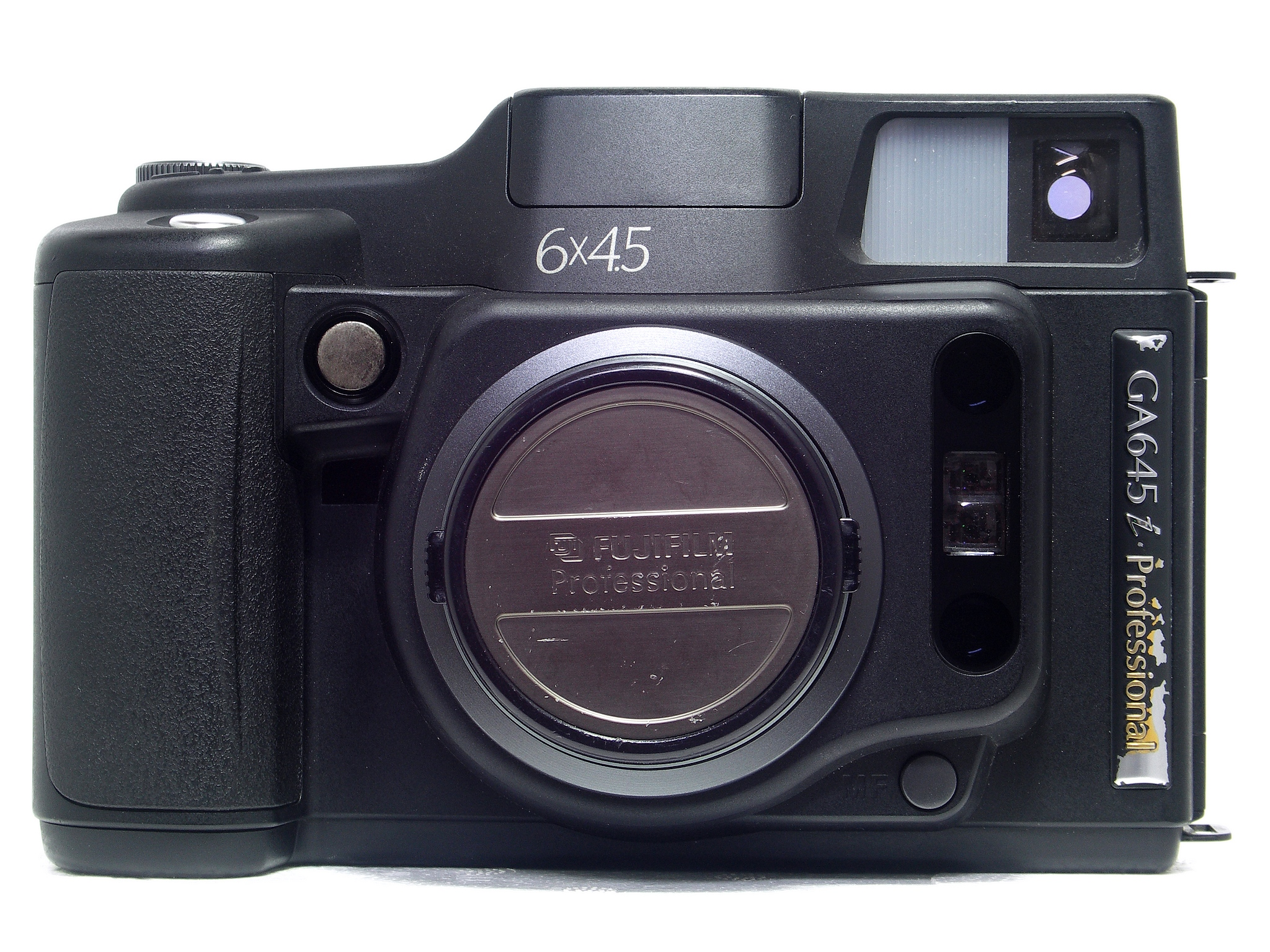
フジGA645iプロフェッショナル

- フジGA645プロフェッショナル（1995年7月発売） - 初めてオートフォーカスを装備した中判カメラ。
- フジGA645Wプロフェッショナル（1996年7月発売）
- フジGA645iプロフェッショナル（1997年7月発売） - バーコードシステムを採用した。装着レンズは電源に連動して自動で沈胴する6群7枚スーパーEBCフジノンW60mmF4。最短撮影距離0.7m。アタッチメントはφ52mmねじ込み。電源はCR123A電池×2個。
- フジGA645Wiプロフェッショナル（1997年7月発売） - フジGA645iプロフェッショナルの広角レンズ装着版。装着レンズは固定鏡胴の5群7枚スーパーEBCフジノンW45mmF4。最短撮影距離0.7m。アタッチメントはφ52mmねじ込み。
- フジGA645iプロフェッショナルリミテッド（1998年3月発売）
- フジGA645Wiプロフェッショナルリミテッド（1998年3月発売）
- フジGA645Ziプロフェッショナル（1998年4月発売） - スーパーEBCフジノンズーム55-90mmF4.5-6.9を搭載。チタンカラーとブラックがある。

### フジGX680シリーズ

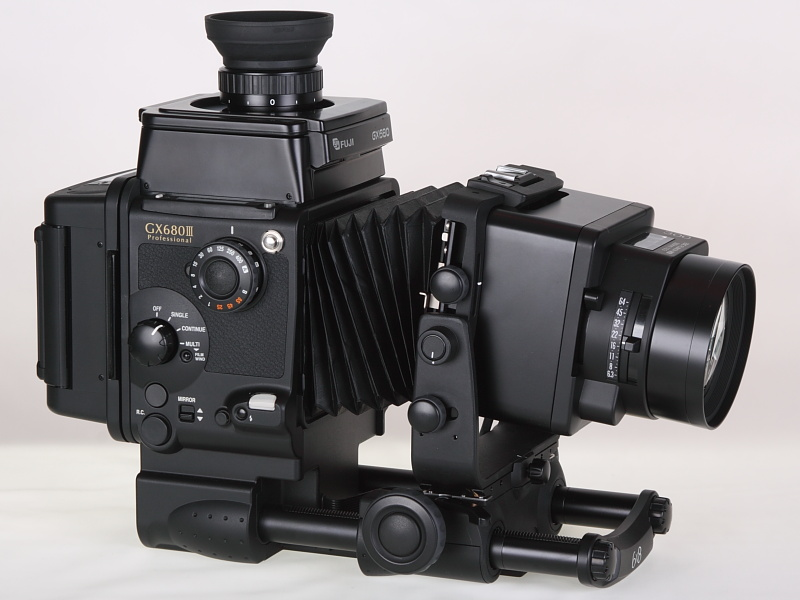
フジGX680IIIプロフェッショナル

モータードライブを内蔵した6×8cm判一眼レフカメラ。フィルム面からの反射光量を測定し露光過多や露光不足を警告する。シフト、ティルト機構を備え、大判カメラ並みのアオリ操作を自動化された環境で行える。電源は7.2V専用ニッカドバッテリーもしくはACアダプター。

#### GX680シリーズボディー
- フジGX680プロフェッショナル（1986年4月発売） - シフト左右各15mm、ライズ15mm、フォール13mm、ティルト上下各12度、スイング左右各12度。
- フジGX680IIプロフェッショナル（1994年8月発売） - レボルビングに連動してファインダーマスクが縦横に切り替わる。シフト左右各13mm、ライズ13mm、フォール15mm、ティルト上下各12度、スイング左右各12度。
- フジGX680Sプロフェッショナル（1995年12月発売） - フジGX680IIプロフェッショナルからアオリ操作機能を省いたコンパクトモデル。
- フジGX680IIIプロフェッショナル（1997年12月発売） - マルチフォーマット対応。
- フジGX680IIISプロフェッショナル（1997年12月発売） - フジGX680IIIプロフェッショナルからアオリ操作機能を省いたコンパクトモデル。

#### GX680シリーズ用レンズ
GXDはF3.2の大口径で高画質設計。LFレンズボードアダプターを使用すればリンホフボードの大型カメラ用レンズも使用できる。
- フジノンGX M50mmF5.6 - 9群12枚。最短撮影距離0.31m。アタッチメントはφ112mmねじ込み。
- フジノンGX M65mmF5.6 - 9群10枚。最短撮影距離0.35m。アタッチメントはφ95mmねじ込み。
- フジノンGX M80mmF5.6 - 8群8枚。最短撮影距離0.39m。アタッチメントはφ95mmねじ込み。
- フジノンGX M100mmF4 - 8群8枚。最短撮影距離0.47m。アタッチメントはφ82mmねじ込み。
- フジノンGX MD115mmF3.2 - 6群8枚。最短撮影距離0.5m。アタッチメントはφ95mmねじ込み。
- フジノンGX MD125mmF3.2 - 6群8枚。最短撮影距離0.55m。アタッチメントはφ95mmねじ込み。
- フジノンGX M125mmF5.6 - 5群6枚。最短撮影距離0.57m。アタッチメントはφ82mmねじ込み。
- フジノンGX M135mmF5.6 - 6群6枚。最短撮影距離0.64m。アタッチメントはφ82mmねじ込み。
- フジノンGX M150mmF4.5 - 4群6枚。最短撮影距離0.72m。アタッチメントはφ82mmねじ込み。
- フジノンGX MD180mmF3.2 - 5群7枚。最短撮影距離0.97m。アタッチメントはφ95mmねじ込み。
- フジノンGX M180mmF5.6 - 6群6枚。最短撮影距離1.18m。アタッチメントはφ82mmねじ込み。
- フジノンGX M SF190mmF8 - 軟焦点レンズ。3群3枚。最短撮影距離1.52m。アタッチメントはφ82mmねじ込み。
- フジノンGX M210mmF5.6 - 5群5枚。最短撮影距離1.43m。アタッチメントはφ82mmねじ込み。
- フジノンGX M250mmF5.6 - 4群5枚。最短撮影距離2.56m。アタッチメントはφ82mmねじ込み。
- フジノンGX M300mmF6.3 - 5群6枚。最短撮影距離3.45m。アタッチメントはφ82mmねじ込み。
- フジノンGX M500mmF8 - 6群6枚。最短撮影距離5.9m。アタッチメントはφ82mmねじ込み。アオリは使用できない。
- フジノンGX M100-200mmF5.6 - ズームするとピントを合わせ直さなければならないバリフォーカスレンズ。アオリは使用できない。11群14枚。最短撮影距離0.5（200mm時1.12）m。アタッチメントはφ105mmねじ込み。

### フジGX645シリーズ
ハッセルブラッドとの共同開発による6×4.5cm判オートフォーカス一眼レフカメラ。

#### GX645シリーズボディー
- フジGX645AFプロフェッショナル（2003年2月発売） - ハッセルブラッドH1と同一製品。

#### GX645シリーズレンズ
ハッセルブラッドHシステム用レンズを参照のこと。

### フジGF670シリーズ
- フジGF670プロフェッショナル（2009年4月発売）- 6×6cmおよび6×7cmに対応（切り替え式）。レンズは4群6枚のEBCフジノン80mmF3.5。最短撮影距離0.9m。蛇腹折りたたみ式。ブラックボディ。限定5,000台生産。2010年3月には、シルバーボディが追加発売になる。
- フジGF670Wプロフェッショナル（2011年3月発売）- 6×6cmおよび6×7cmに対応（切り替え式）。レンズは8群10枚のEBCフジノン55mmF4.5（広角レンズ）。最短撮影距離0.7m。レンズは沈胴せず固定式となる。シルバーボディのみ。

## 135フィルム使用カメラ

### フジカ35シリーズ
- フジカ35M（1957年[5]9月[5]発売） - 富士写真フイルム初の24×36mm（ライカ）判レンズシャッター機。パララックス自動補正[5]の連動距離計一体型ブライトフレーム入りファインダー[5]。ピントはボディー背面のギアで合わせ[5]、フィルム巻き上げはボディー底面レバーにより、フィルム巻き戻しはボディー側面のクランクによる等当時の常識を破った操作系統で使いやすく一躍有名になった。レンズは3群5枚のフジノン45mmF2.8[5]。アタッチメントはφ35.5mmねじ込み。田中芳郎デザイン[5][4]。
- フジカ35ML（1958年[5]12月発売） - フジカ35Mの改良型。ライトバリュー式になり[5]、レンズが4群6枚フジノン45mmF2[5]になった。田中芳郎デザイン[4]。
- フジカ35SE（1959年[5]12月発売） - フジカ35MLにセレン光電池式の連動露出計を搭載した[5]。シャッターの最高速が1/1000秒になった[5]。レンズは4群6枚のフジノン45mmF1.9[5]または4群5枚フジノン45mmF2.8[5]。

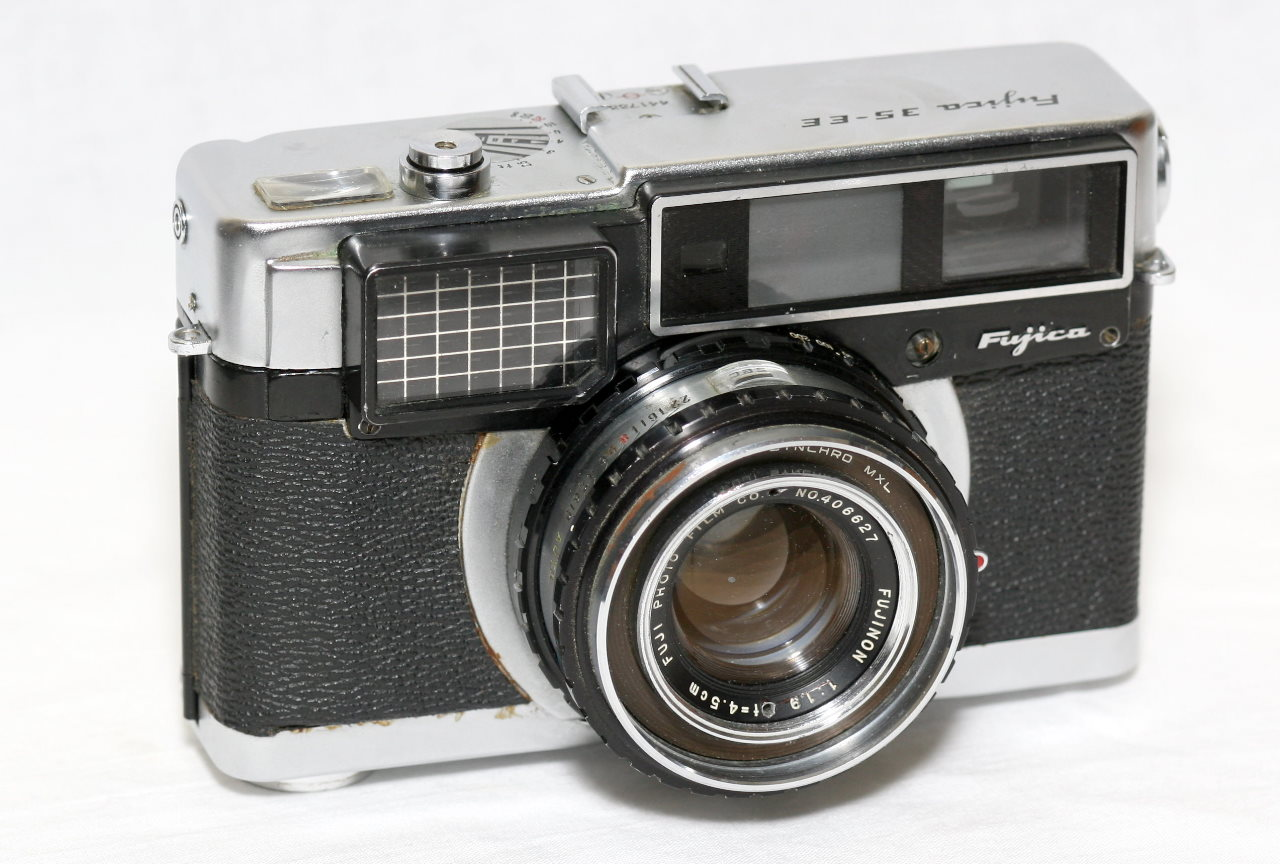
フジカ35EE

- フジカ35EE（1961年[5]9月発売） - シャッター優先EEを装備した。
- フジカ35オートマジック（1961年[5]11月発売） - フジカ35オートMとは全く別系統の廉価版EEカメラ[5]。田中芳郎デザイン[5]
- フジカ35オートM（1962年[5]発売） - シャッター速度優先プログラムで連動範囲外になるとシャッター速度が自動的に変更されるコパルマジックという複式プログラムを備える[5]。この機構はソビエト連邦に輸出されたが日本国内で採用されたのはこのモデルだけである[5]。
- フジカ35V2（1964年[5]発売） - 巻き上げレバーが通常のカメラと同じボディー上部に移された[5]。

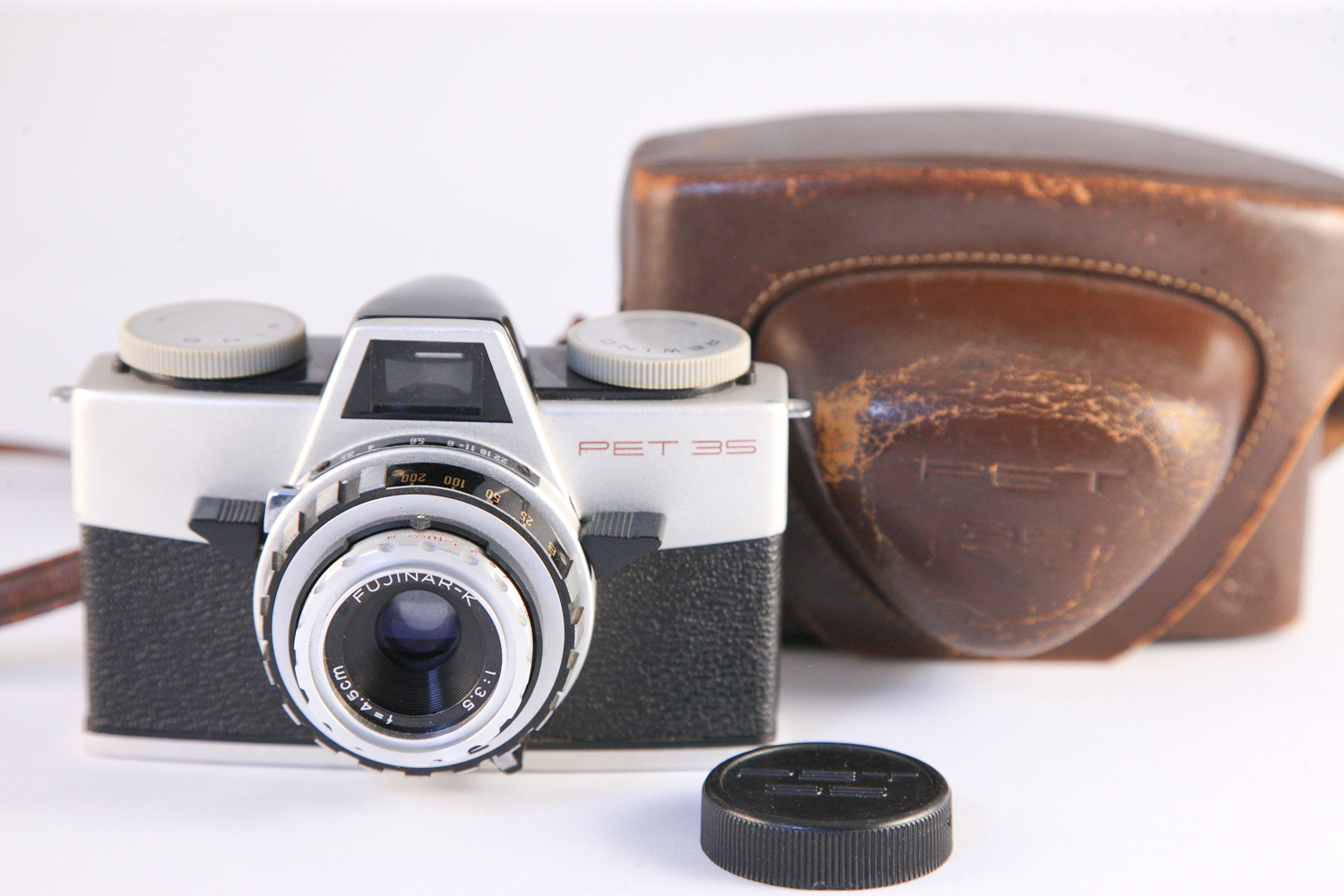
フジペット35

- フジカ35FS（1971年9月発売）

### フジペット35
- フジペット35（1959年6月発売） - フジペットの24×36mm（ライカ）判版。張皮の色に黒、赤、青のバリエーションがある。小学生向け入門機として3400円で売り出されたが、一応の性能を持っていたので大人の愛用者も多かった。田中芳郎デザイン[5][4]。

### フジカGシリーズ
- フジカGP（1972年7月発売）
- フジカGE（1973年6月発売） - 普及版。

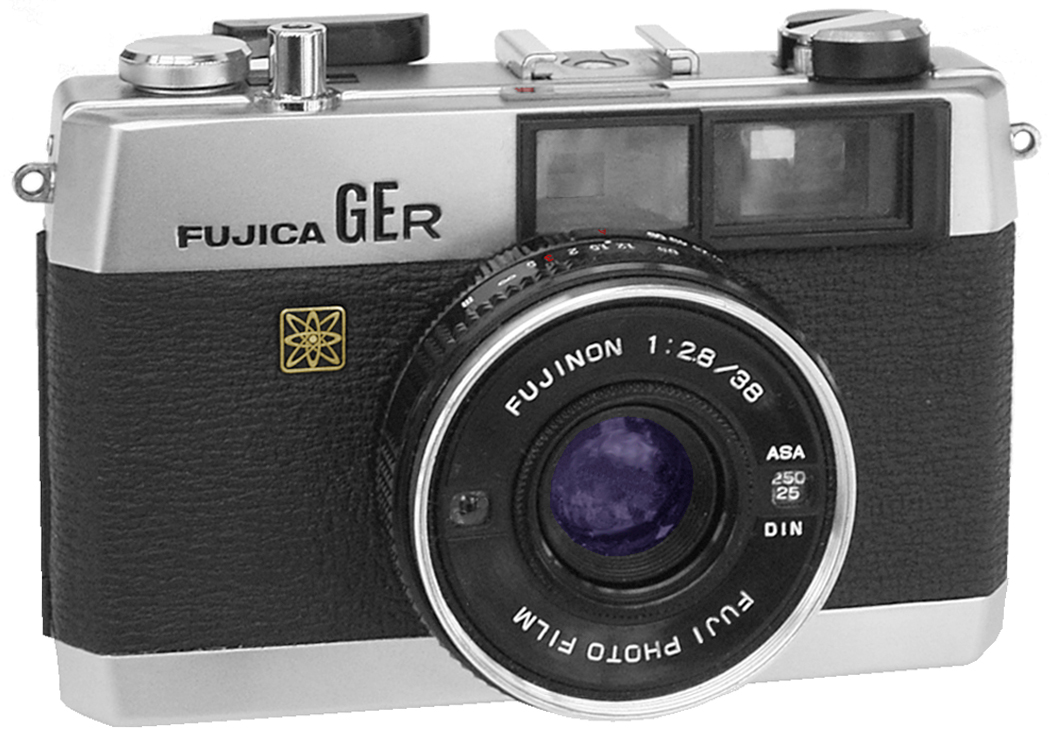
フジカGER

- フジカGER（1973年6月発売）/フジカMP - 距離計連動。セルフタイマー装備。輸出用はMP銘になっている。
- フジカGA（1975年4月発売） - フジカGEの後継機。

### フジカデート/フラッシュフジカシリーズ
- フジカデート（1975年10月発売） - フジカGAにデート機能を装備した。
- フラッシュフジカ（1976年11月発売） - フラッシュ内蔵。
- フラッシュフジカデート（1976年11月発売） - フジカデートのデート機能とフラッシュフジカのフラッシュ機能を併せ持つ。

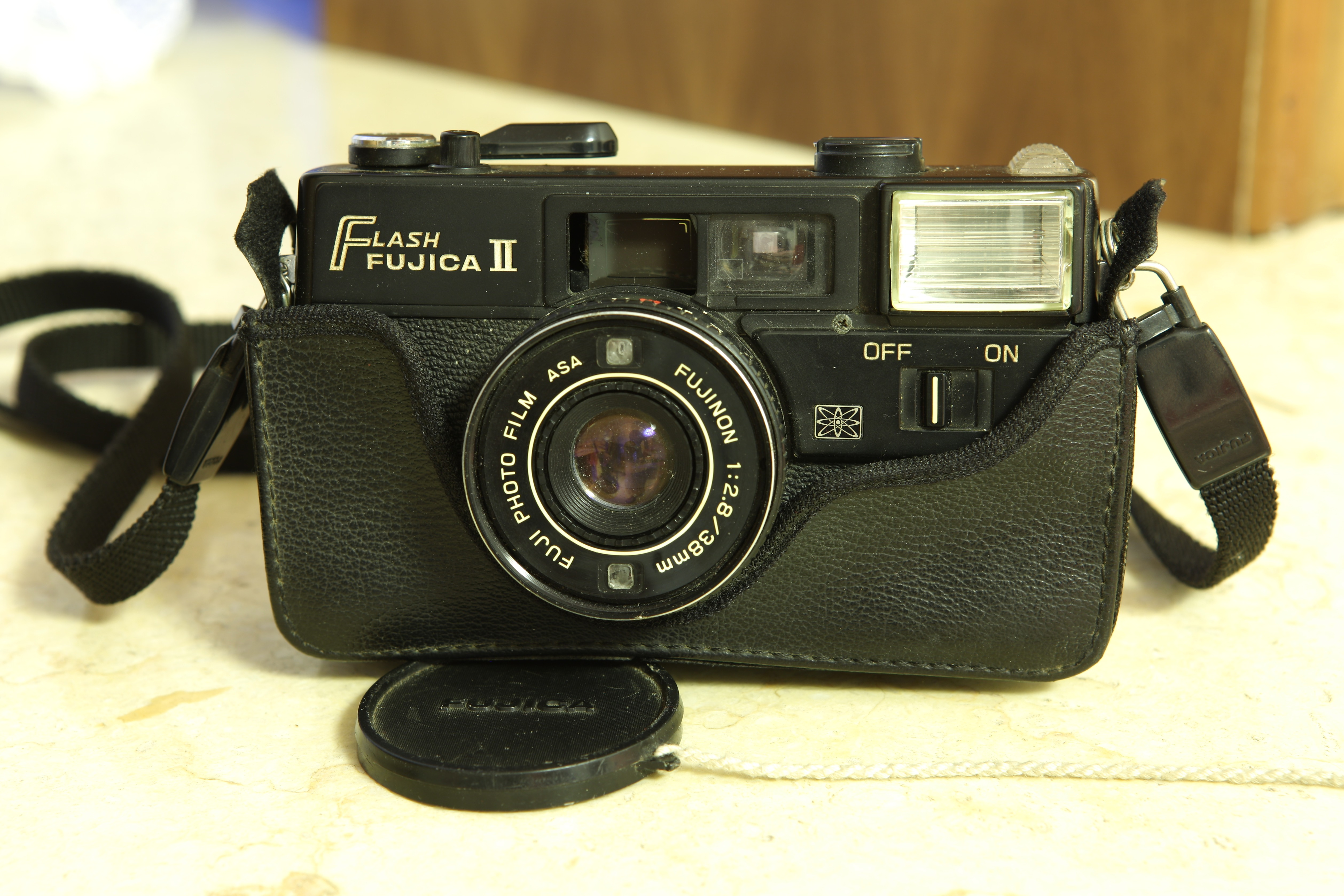
フラッシュフジカII

- フラッシュフジカII（1978年10月） - セルフタイマーを省略する等フラッシュフジカの普及版。
- フラッシュフジカズームデート（1978年11月発売） - 装着レンズは8群8枚フジノンZ37-55mmF3.8。
- フラッシュフジカAFデート（1978年11月発売） - 富士写真フイルム初のオートフォーカスカメラ。低照度測距時の補助光ビームセンサーを内蔵。
- フラッシュフジカAF（1978年12月発売） - フラッシュフジカAFデートからデート機能を省いたカメラ。

### フジカコンパクト35シリーズ
- フジカコンパクト35（1967年発売）
- フジカコンパクトD（1968年発売）

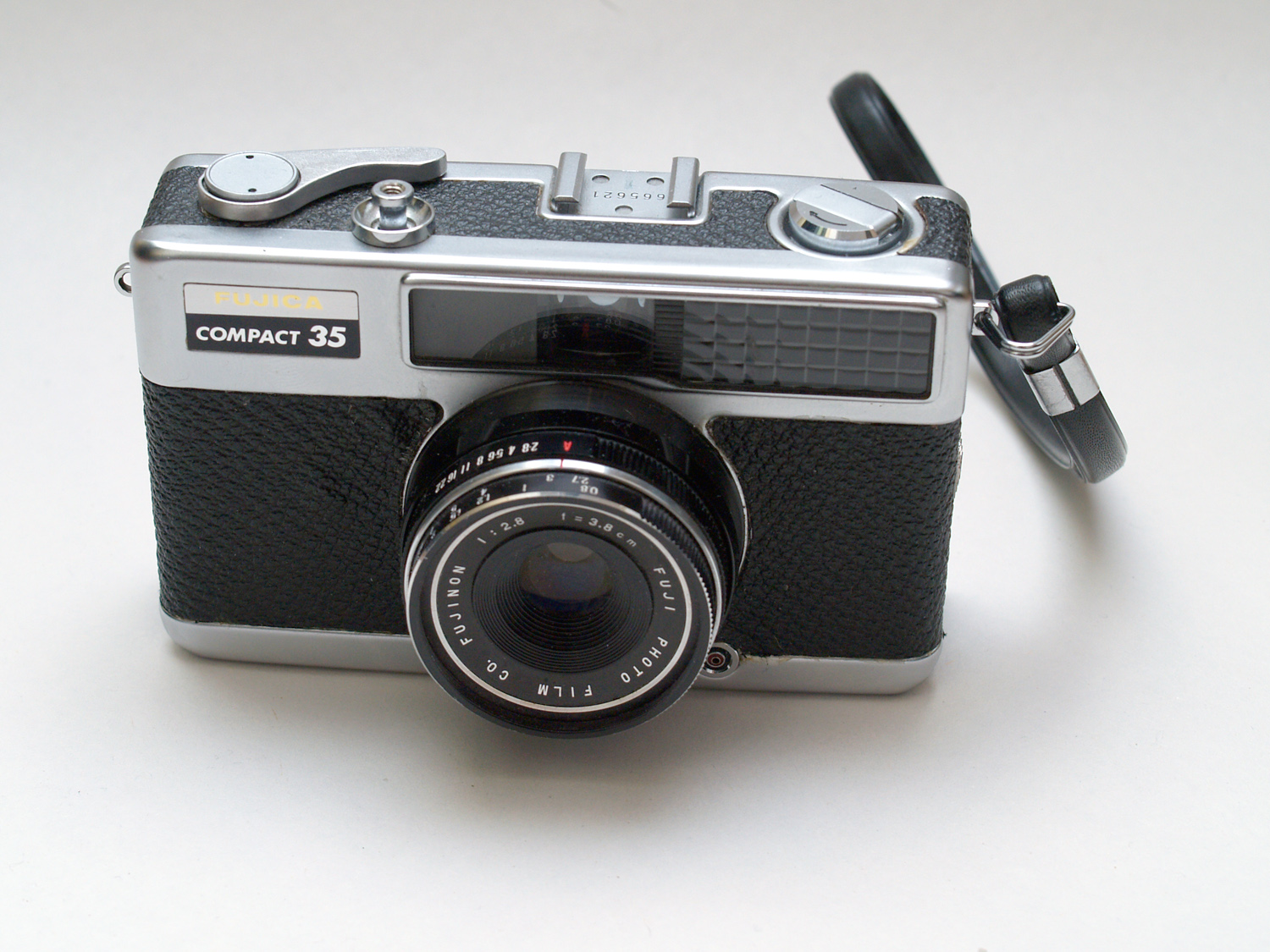
フジカコンパクト35

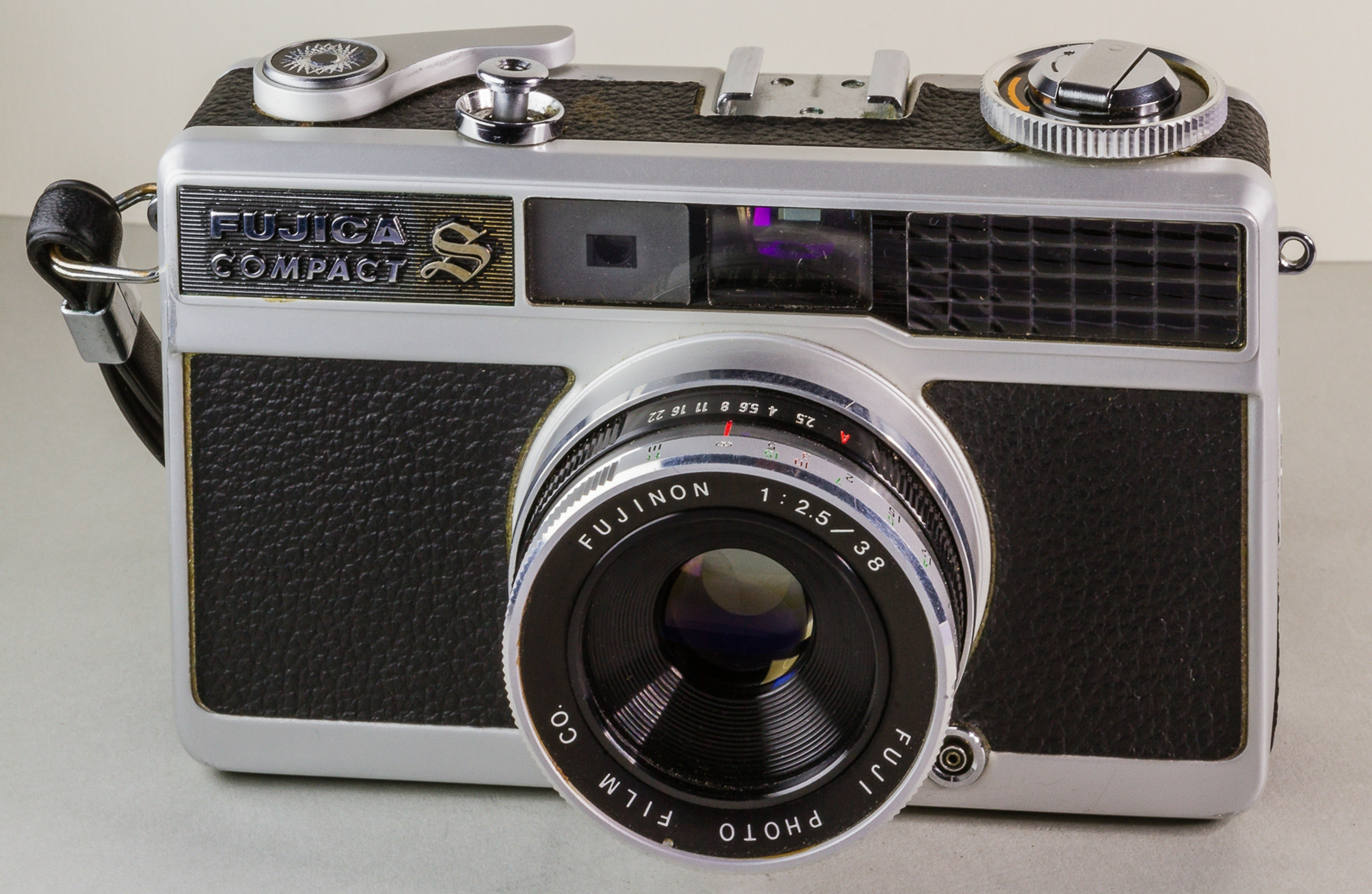
フジカコンパクトS

- フジカコンパクトS（1969年発売） - セレン露出計によるプログラムAEカメラ。レンズは4群5枚フジノン38mmF2.5。連動距離計はファインダーに組み込まれ、有効基線長19mm。460g。
- フジカニューコンパクト35（1969年発売） - ボディーにプラスチックを使用し軽量化された改良型。黒革ボディーの他にブルー、アイボリーのモデルがある。400g。
- フジカライトコンパクト35（1970年発売） - フジカコンパクト35を360gに軽量化したモデル。
- フジカライトコンパクトS（1970年発売） - フジカコンパクトSを395gに軽量化したモデル。

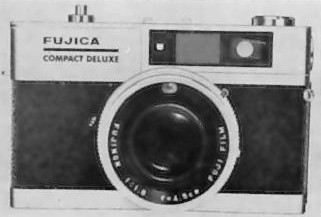
フジカコンパクトデラックス

- フジカコンパクトデラックス

### フジカ/フジHDシリーズ

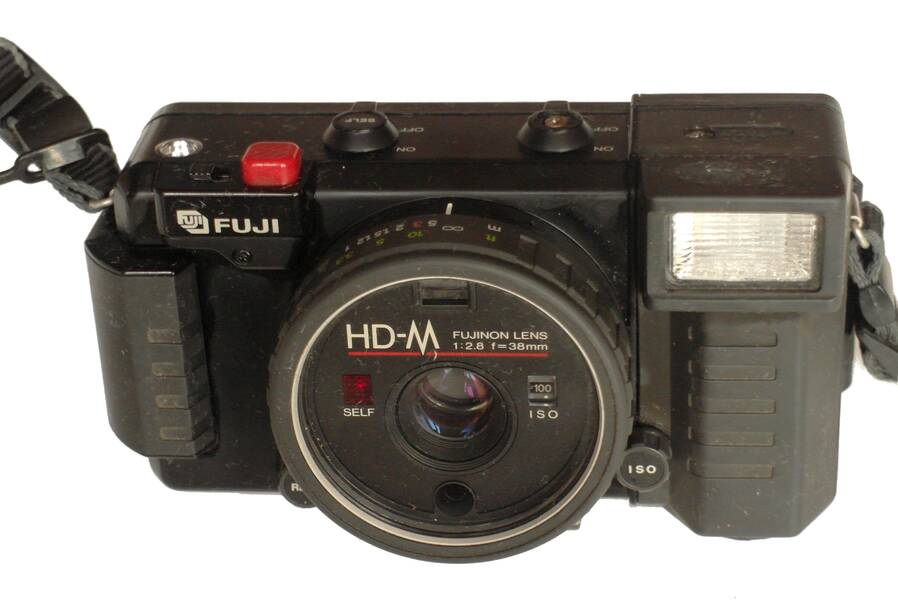
フジHD-M

- HD-1フジカ - 実像式ファインダーを搭載した生活防水カメラ。専用防水フラッシュが装着可能。
- HD-Sフジカ - フラッシュを内蔵した生活防水カメラ。
- フジカHD-Pパノラマ（1990年3月発売）
- フジHD-M「タフガイ」 - 水深2mまでの水中撮影可能。装着レンズは3群4枚フジノン38mmF2.8。

### ワークレコードシリーズ
HDシリーズのデザインを引き継いだ後継機種で、耐水性や防塵性に優れた35mmフィルムカメラ。デジタルカメラのBIGJOBシリーズに更に引き継がれた。
- ワークレコードOP（1993年12月発売）

### フジカ/フジオートシリーズ
- フジカオート5デート
- フジカオート5
- フジカオート7デート
- フジカオート7

- フジカオート7QD

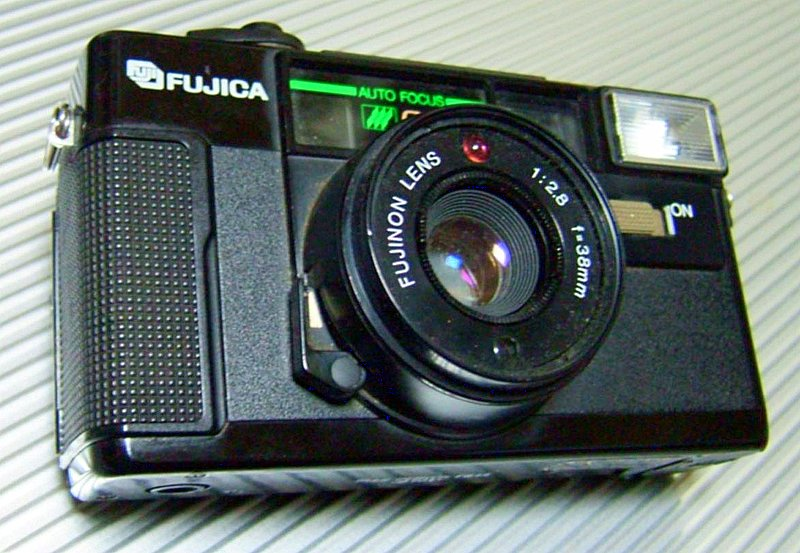
フジカオート7QD

- フジオート8デート - 装着レンズは4群4枚のフジノン35mmF3.5。最短撮影距離0.9m。オートフォーカス。
- フジオート8QD「タテヨコ」 - カメラの縦/横位置に従ってデート機能の日付焼き込み位置を自動で切り替える。装着レンズは4群4枚のフジノン35mmF3.5。最短撮影距離0.9m。オートフォーカス。
- フジオート70DX - 装着レンズは4群4枚のフジノン35mmF3.5。最短撮影距離0.9m。オートフォーカス。

### フジカ/フジDLシリーズ (FACEシリーズ)
- フジカDL-20（1983年3月発売）- 愛称「オートメイト」。

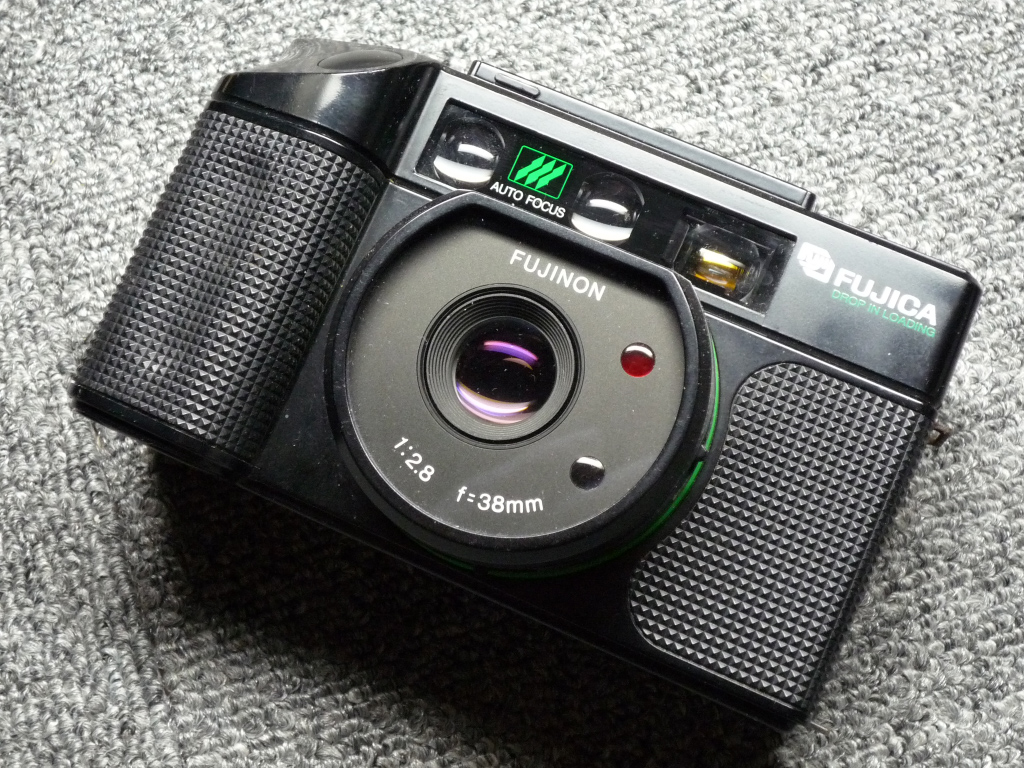
フジカDL-100デート

- フジカDL-100デート（1983年4月発売）- マリオ・ベリーニ (イタリア)デザイン。愛称「オートエース」。

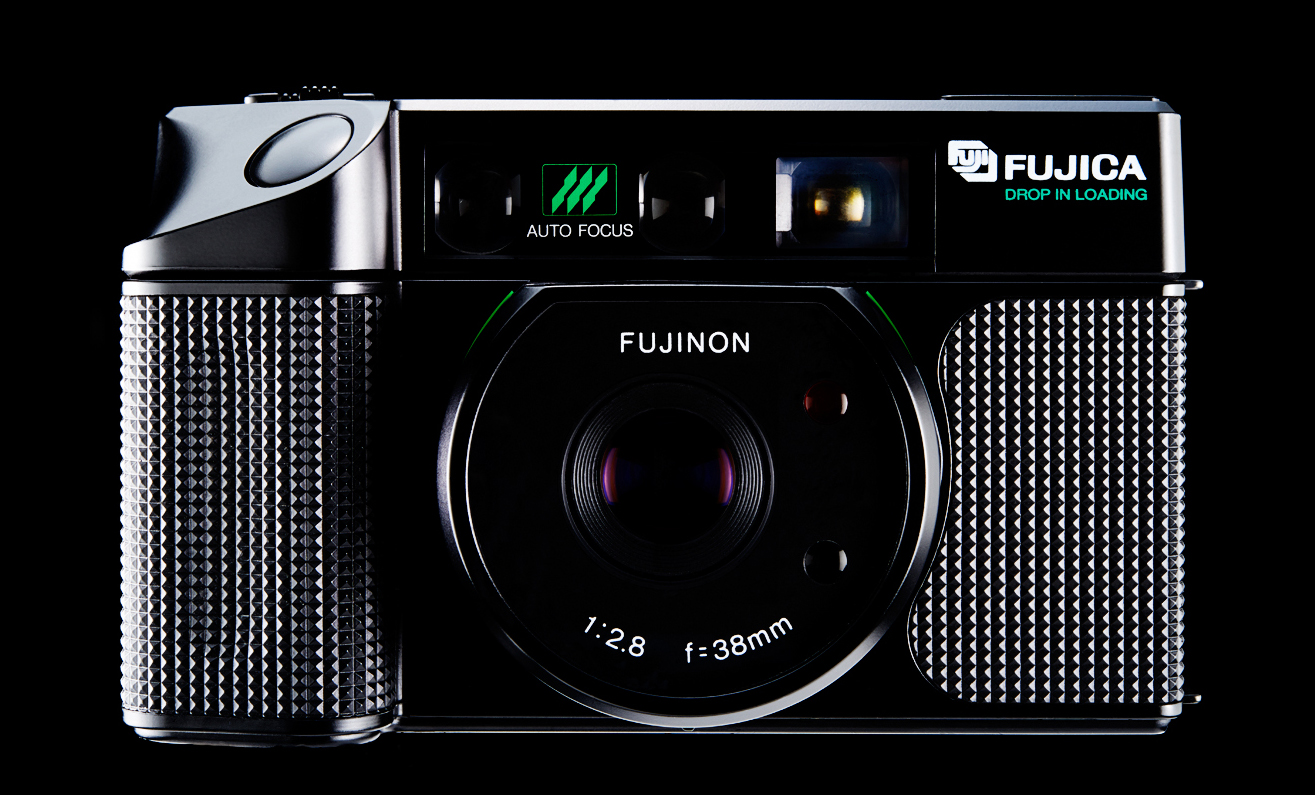
フジカDL-100

- フジカDL-100（1983年6月発売）- マリオ・ベリーニ (イタリア)デザイン。愛称「オートエース」。
- フジDL-200デート（1984年10月発売） - 愛称「カルディアデート」。下記カルディアシリーズへ続く。
- フジDL-50 - 愛称「ルチア」。
- フジDL-30 - 愛称「ルージュ」。※黒モデルも赤モデルもルージュ
- フジDL-10 - 愛称「フレンド」。

など

### フジカレックスシリーズ

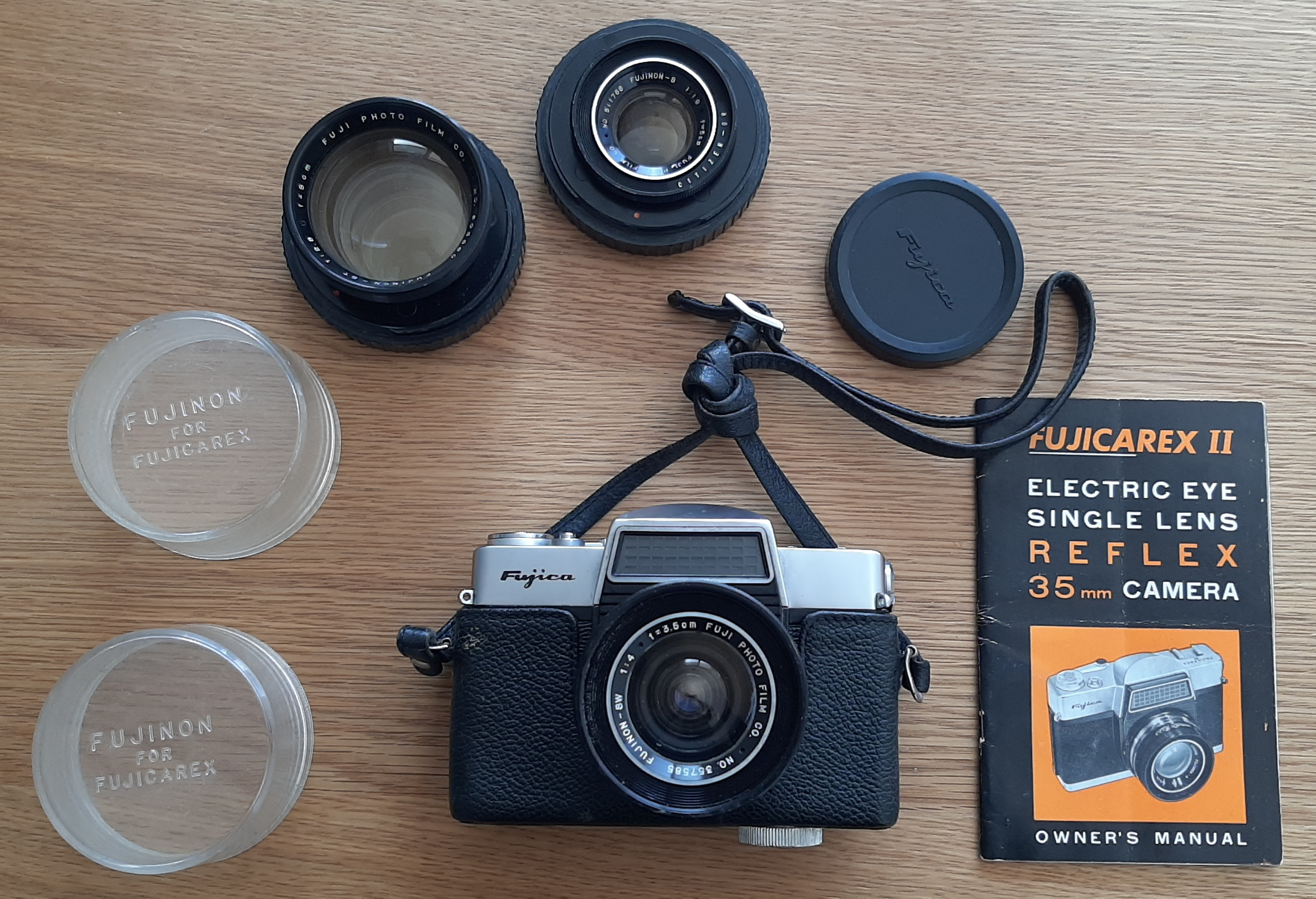
フジカレックスII

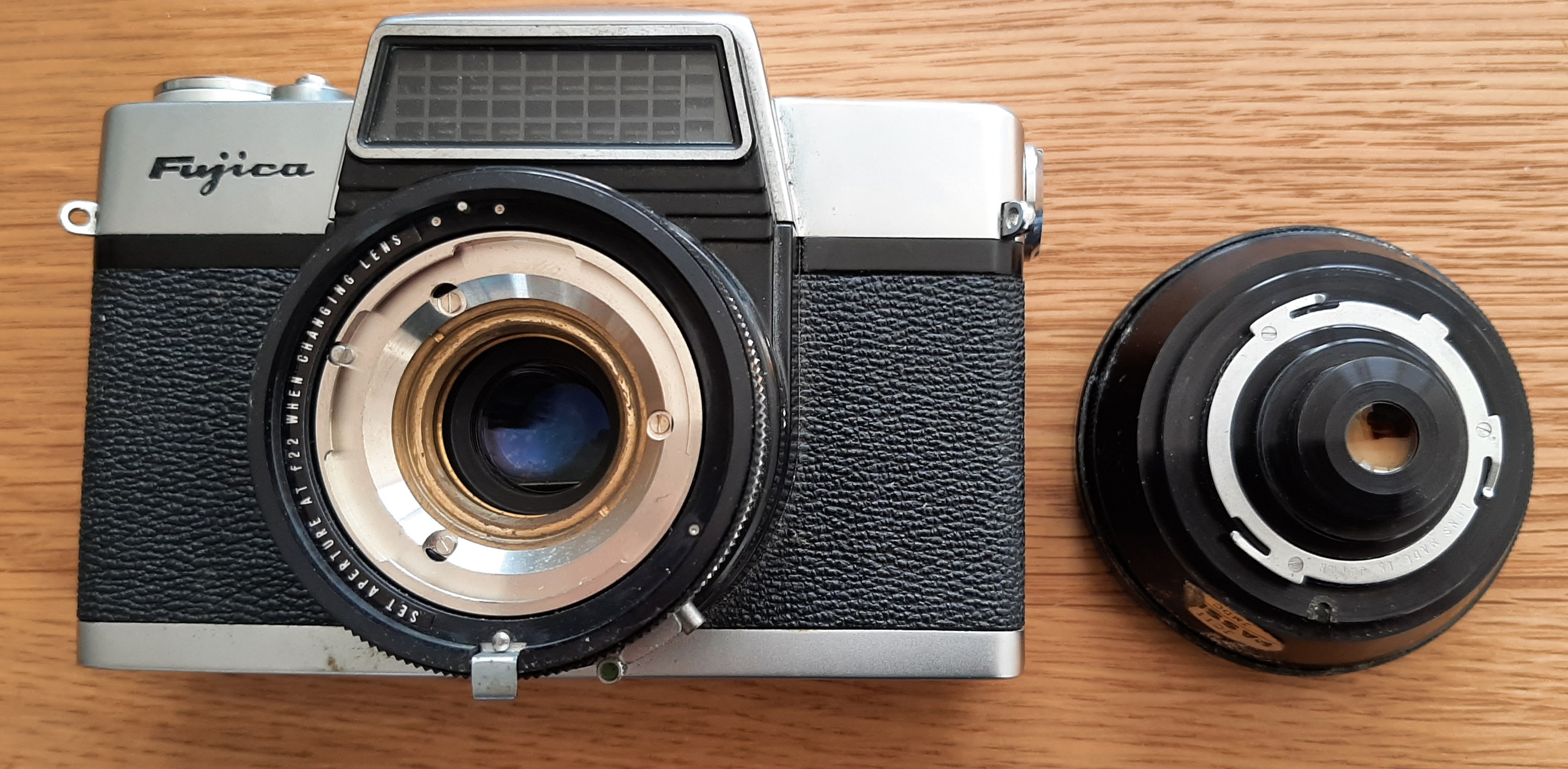
フジカレックスII

前玉レンズ交換式のレンズシャッター式35mm一眼レフカメラ
- フジカレックス（1962年発売）
- Fujicarex II（1963年発売）- 輸出専用・自動露出機構内蔵
- Fujicarex SLR 35（1964年発売）- 輸出専用

### フジカSTシリーズ
当初M42マウントを採用したフォーカルプレーンシャッター式35mm一眼レフカメラ。
フジカST-801以降は独自方式の開放測光機構を組み込んだためSTマウントと称した。絞りを連動させる爪が干渉すると故障の可能性があるためM42マウントとしての互換性は考えない方が無難である。

#### STシリーズボディー

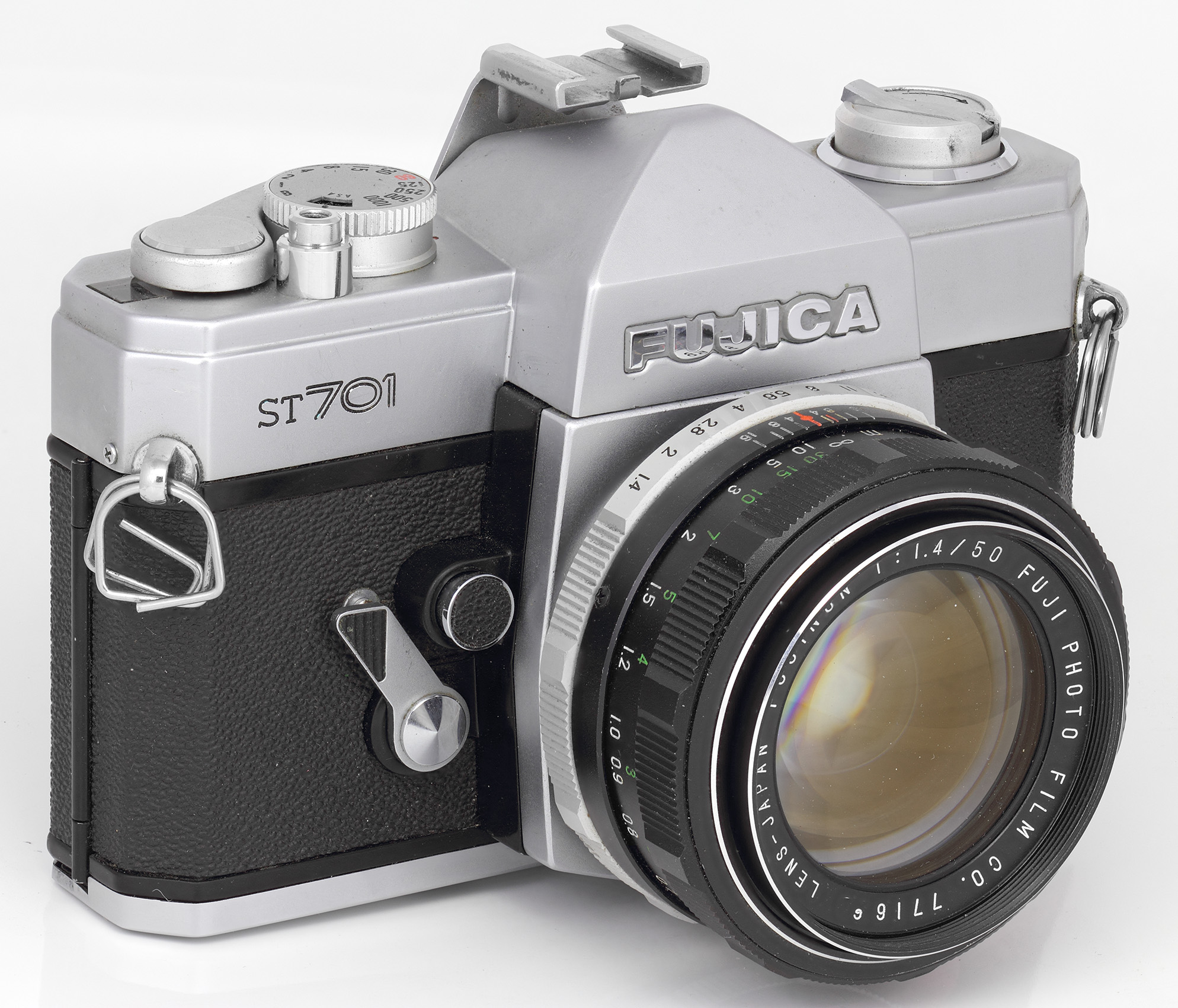
フジカST-701

- フジカST-701（1970年7月発売） - 絞り込み測光式のマニュアル機。銀、黒、シュー付きなどのバリエーションがある。

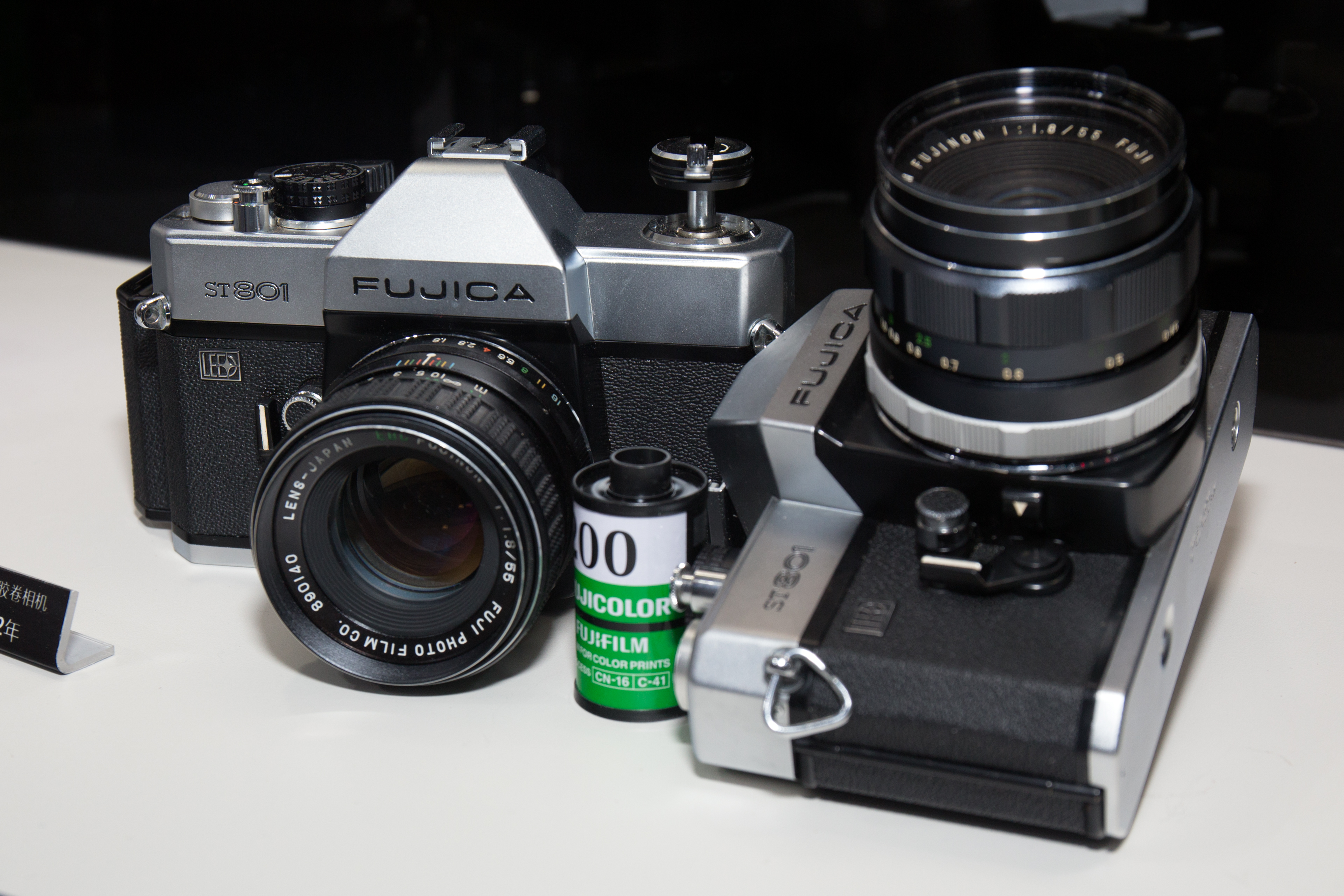
フジカST-801

- フジカST-801（1972年9月発売） - 開放測光式露出計を内蔵。露出計は針式ではなく、当時としては革新的な発光ダイオード式。シャッター最高速度は1/2000秒。
- フジカST-901（1974年4月発売） - 上位機種として絞り優先AEを搭載。LEDによるデジタル表示。
- フジカST-601（1976年発売、輸出専用）
- フジカST-605（1976年7月発売） - 入門版として絞り込み測光に戻った廉価モデル。シャッター最高速度は1/700秒。

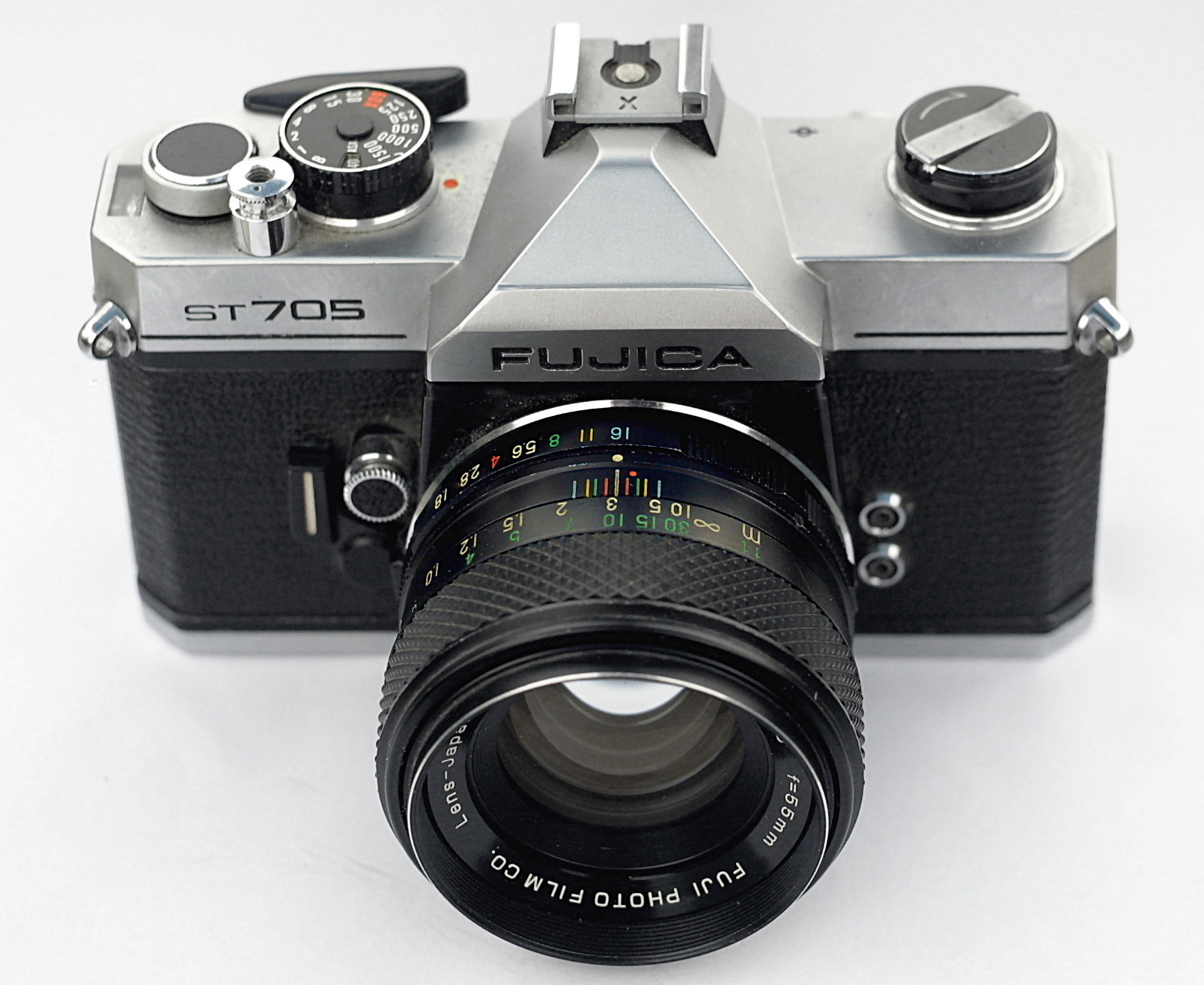
フジカST-705

- フジカST-705（1977年発売、輸出専用） - シャッター最高速度は1/1500秒。
- フジカAZ-1（1977年11月発売） - フジカST-901の廉価版。機械制御のマニュアルシャッター速度はB、1/60秒、1/250秒、1/1000秒の4速。当時軽量化が進んだズームレンズを標準装備させたことからAZを名乗る。ワインダーと自動調光連動フラッシュもオプションで用意されていた。

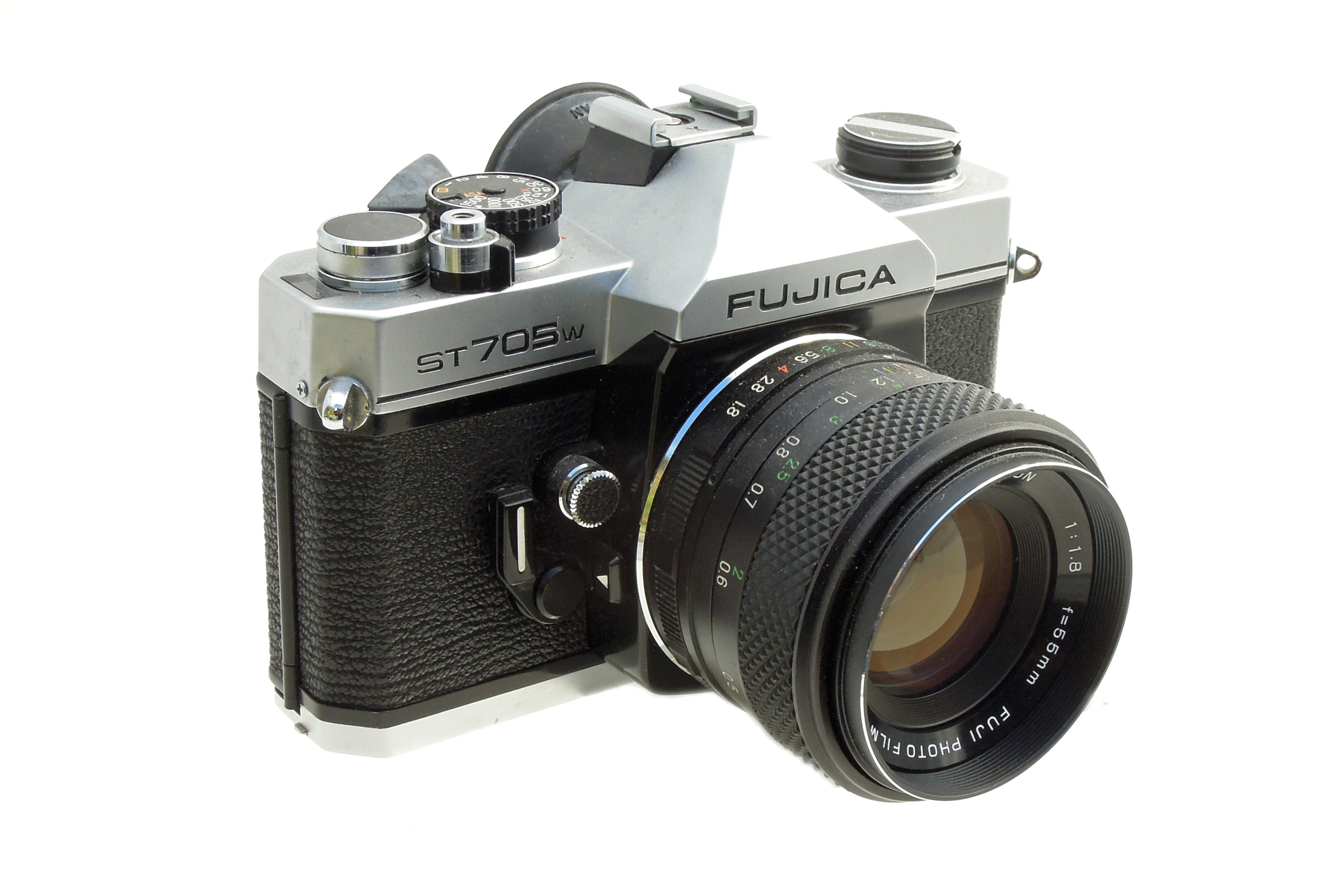
フジカST-705W

- フジカST-705W（1978年発売、輸出専用）

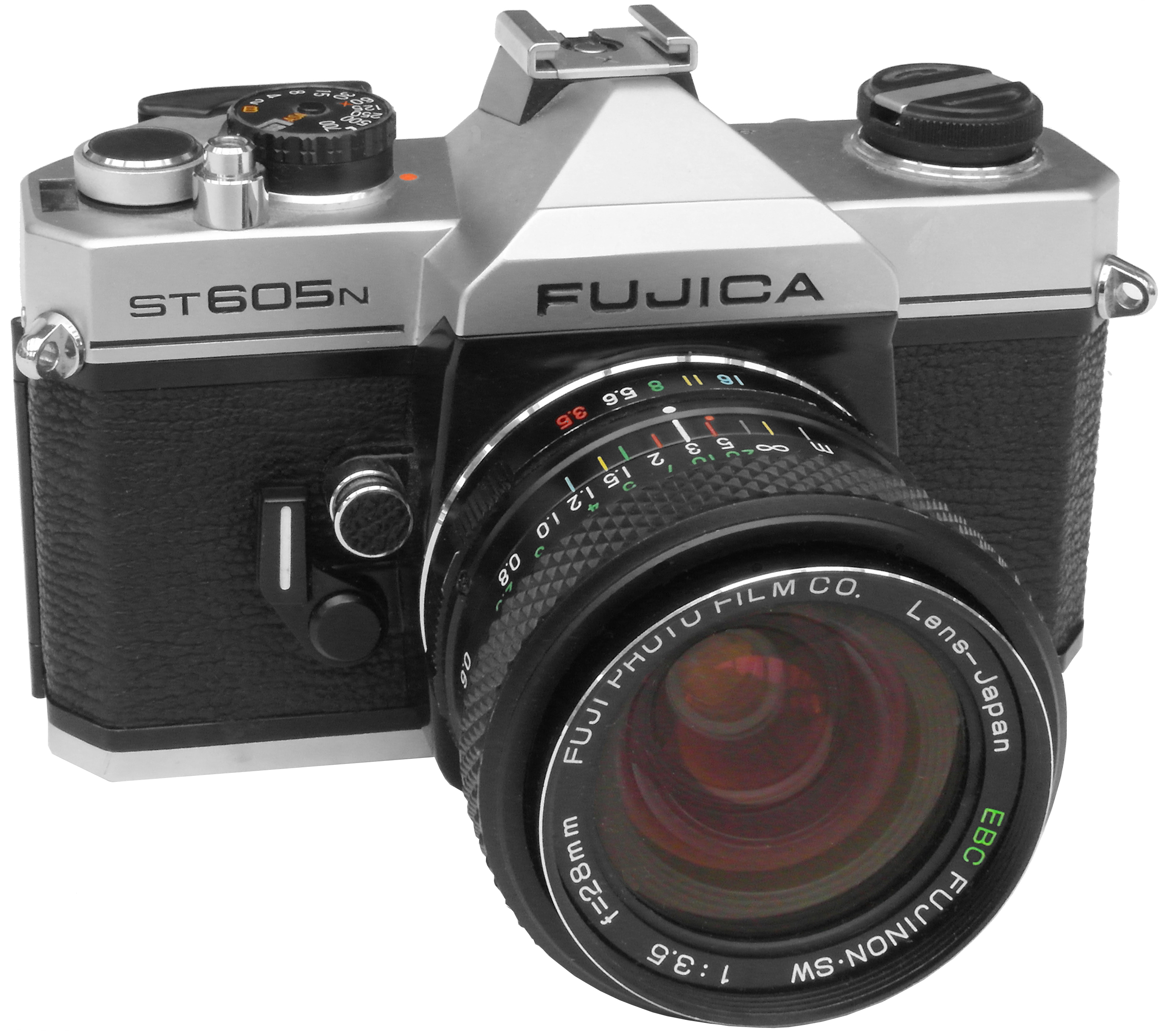
フジカST-605N

- フジカST-605N（1978年発売、輸出専用）

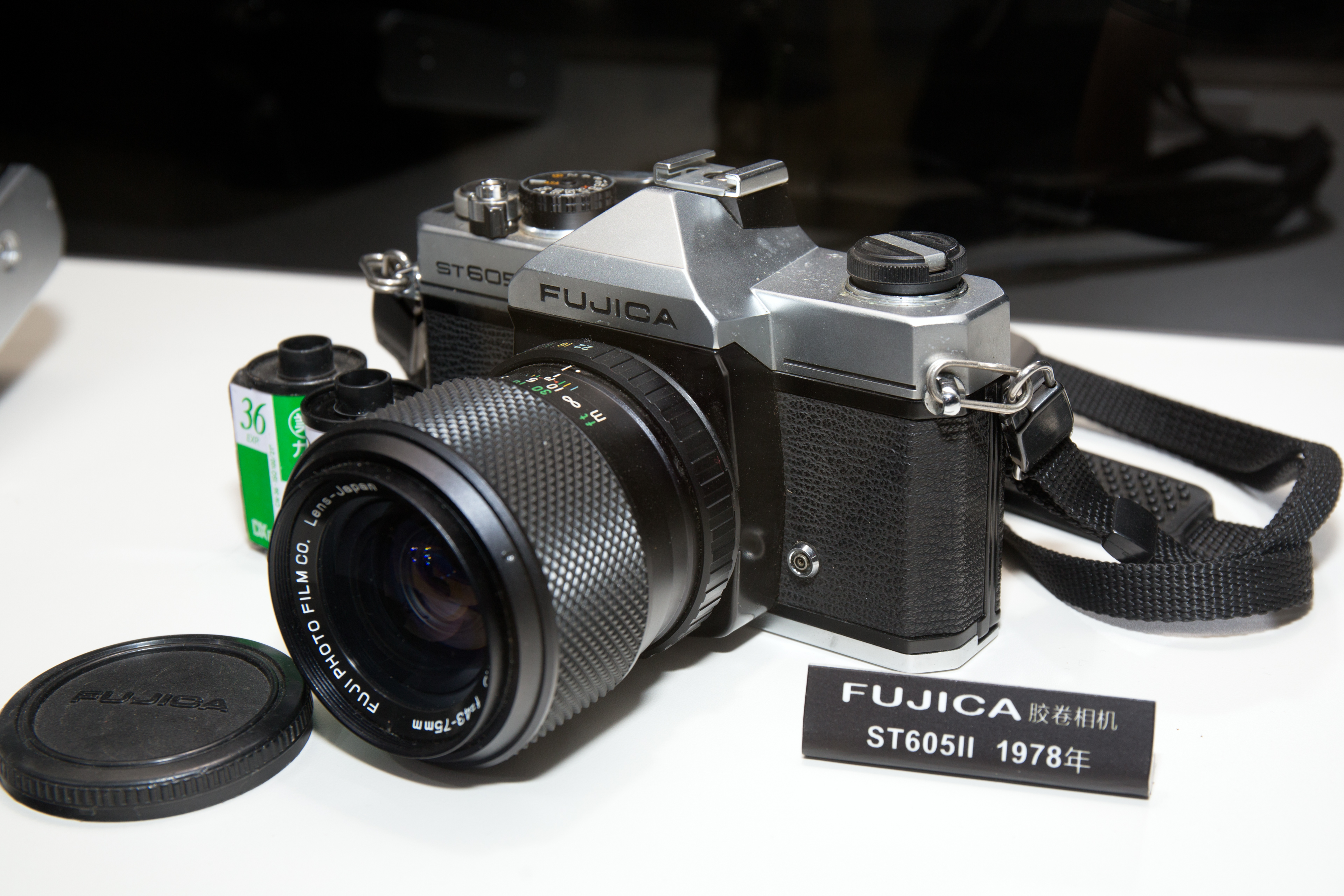
フジカST-605II

- フジカST-605II（1978年6月発売） - フジカST-605Nに開放測光を搭載したもの。
- フジカST-F（1979年6月発売） - ミラーシャッターと固定レンズで構成されSTレンズは使用不可能。世界初のフラッシュ内蔵一眼レフ。名称内のFはフラッシュを内蔵したことに由来する。

#### STシリーズ用絞り込み測光レンズ
M42マウント。
- フジノンSW28mmF3.5
- フジノンW35mmF2.8
- フジノン50mmF1.4
- フジノン55mmF1.8
- フジノンT100mmF2.8
- フジノンT135mmF3.5
- フジノンT200mmF4.5
- EBCフジノンT400mmF4.5 - 手動絞り。
- フジノンT400mmF4.5 - 4群4枚。最短撮影距離8m。手動絞り。
- EBCフジノンT600mmF5.6 - 手動絞り。
- フジノンT600mmF5.6 - 2群2枚。最短撮影距離11m。手動絞り。
- EBCフジノンT1000mmF11 - 手動絞り。
- フジノンT1000mmF11 - 2群2枚。最短撮影距離30m。手動絞り。
- フジノンZ75-150mmF4.5

#### STシリーズ用開放測光対応レンズ

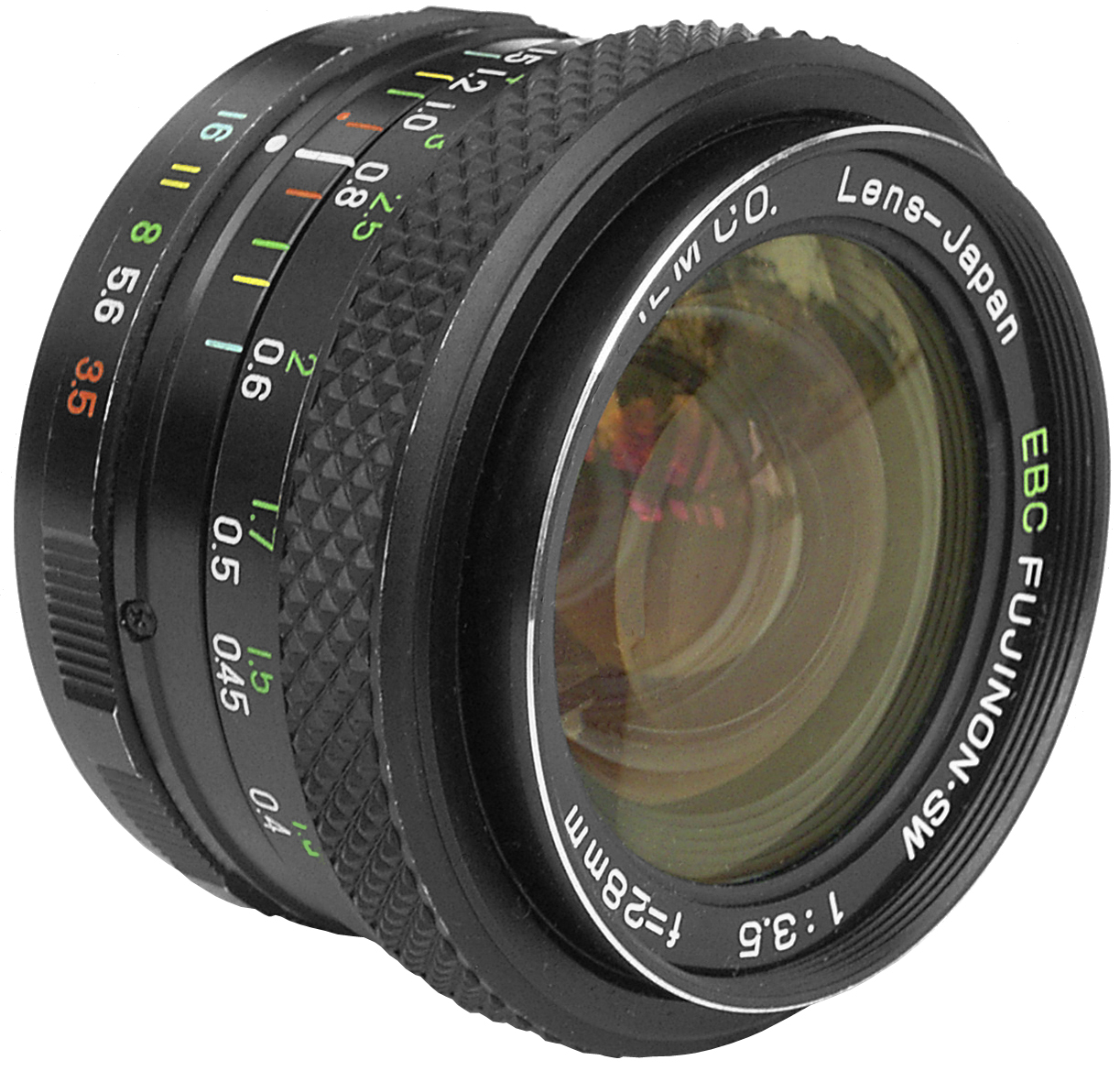
EBC FUJINON･SW 1:3.5 f=28mm

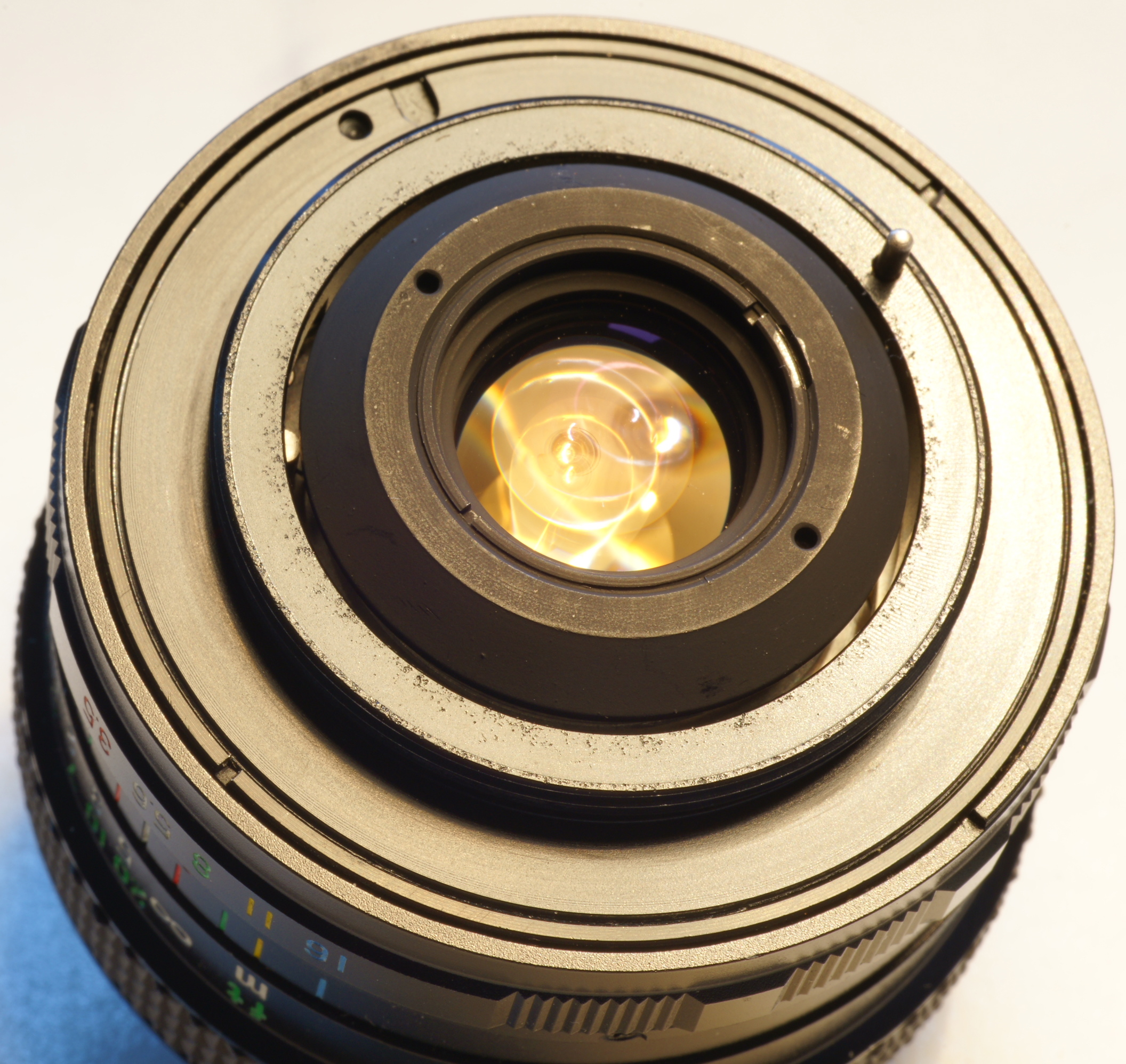
フジカSTレンズマウント面
11時方向にロックピン穴、2時方向に押し込み式絞り込みピン、4時方向に開放値爪がある

M42マウントに独自の開放測光機構を組み込んだSTマウント。当初はモノコートであったが後に多層膜のEBC（Electron Beam Coatin ）コートされたレンズが主流となった。
- EBCフジノンF16mmF2.8 - 対角線魚眼レンズ。フィルター4種内蔵。
- EBCフジノンSW19mmF3.5
- EBCフジノンSW24mmF2.8 - アタッチメントはφ49mmねじ込み。
- EBCフジノンSW28mmF3.5 - アタッチメントはφ49mmねじ込み。
- フジノンW28mmF3.5 - 7群7枚。最短撮影距離0.4m。アタッチメントはφ49mmねじ込み。
- EBCフジノンW35mmF1.9 - アタッチメントはφ49mmねじ込み。
- EBCフジノンW35mmF2.8 - アタッチメントはφ49mmねじ込み。
- フジノンW35mmF3.5 - 6群7枚。最短撮影距離0.4m。アタッチメントはφ49mmねじ込み。
- EBCフジノン45mmF2.8 - アタッチメントはφ49mmねじ込み。
- EBCフジノン50mmF1.4 - アタッチメントはφ49mmねじ込み。
- フジノン50mmF1.4 - 6群7枚。最短撮影距離0.45m。アタッチメントはφ49mmねじ込み。
- フジノン55mmF1.6
- EBCフジノン55mmF1.8 - アタッチメントはφ49mmねじ込み。
- フジノン55mmF1.8 - 4群6枚。最短撮影距離0.45m。アタッチメントはφ49mmねじ込み。
- EBCフジノン55mmF1.9 - アタッチメントはφ49mmねじ込み。
- フジノン55mmF2.2
- EBCフジノンM55mmF3.5 - マクロレンズ。アタッチメントはφ49mmねじ込み。
- EBCフジノンSF85mmF4 - F4〜F8の間で軟焦点描写が得られる軟焦点レンズ。アタッチメントはφ49mmねじ込み。
- EBCフジノンT100mmF2.8 - アタッチメントはφ49mmねじ込み。
- フジノンT100mmF2.8 - 4群5枚。最短撮影距離1.2m。アタッチメントはφ49mmねじ込み。
- EBCフジノンT135mmF2.5 - アタッチメントはφ58mmねじ込み。
- EBCフジノンT135mmF2.8 - アタッチメントはφ49mmねじ込み。
- EBCフジノンT135mmF3.5 - アタッチメントはφ49mmねじ込み。
- フジノンT135mmF3.5 - 4群4枚。最短撮影距離1.5m。アタッチメントはφ49mmねじ込み。
- EBCフジノンT200mmF4.5
- フジノンT200mmF4.5 - 5群5枚。最短撮影距離2.5m。アタッチメントはφ49mmねじ込み。
- EBCフジノンZ29-47mmF3.5-4.2
- フジノンZ43-75mmF3.5-4.5（1977年11月発売） - フジカAZ-1と同時発売され標準装備された。
- EBCフジノンZ54-270mmF4.5
- EBCフジノンZ75-150mmF4.5
- EBCフジノンZ75-205mmF3.8

### フジカ/フジAXシリーズ
フジカSTシリーズに代わり、専用Xバヨネットマウントを採用した新開発のシリーズ。ワインダーと自動調光連動フラッシュや手書きのデータバックもオプションで用意されていた。販売は伸び悩み、このシリーズの生産終了とともに富士写真フイルムは35mmフィルム一眼レフ製造から撤退した。

#### AXシリーズボディー

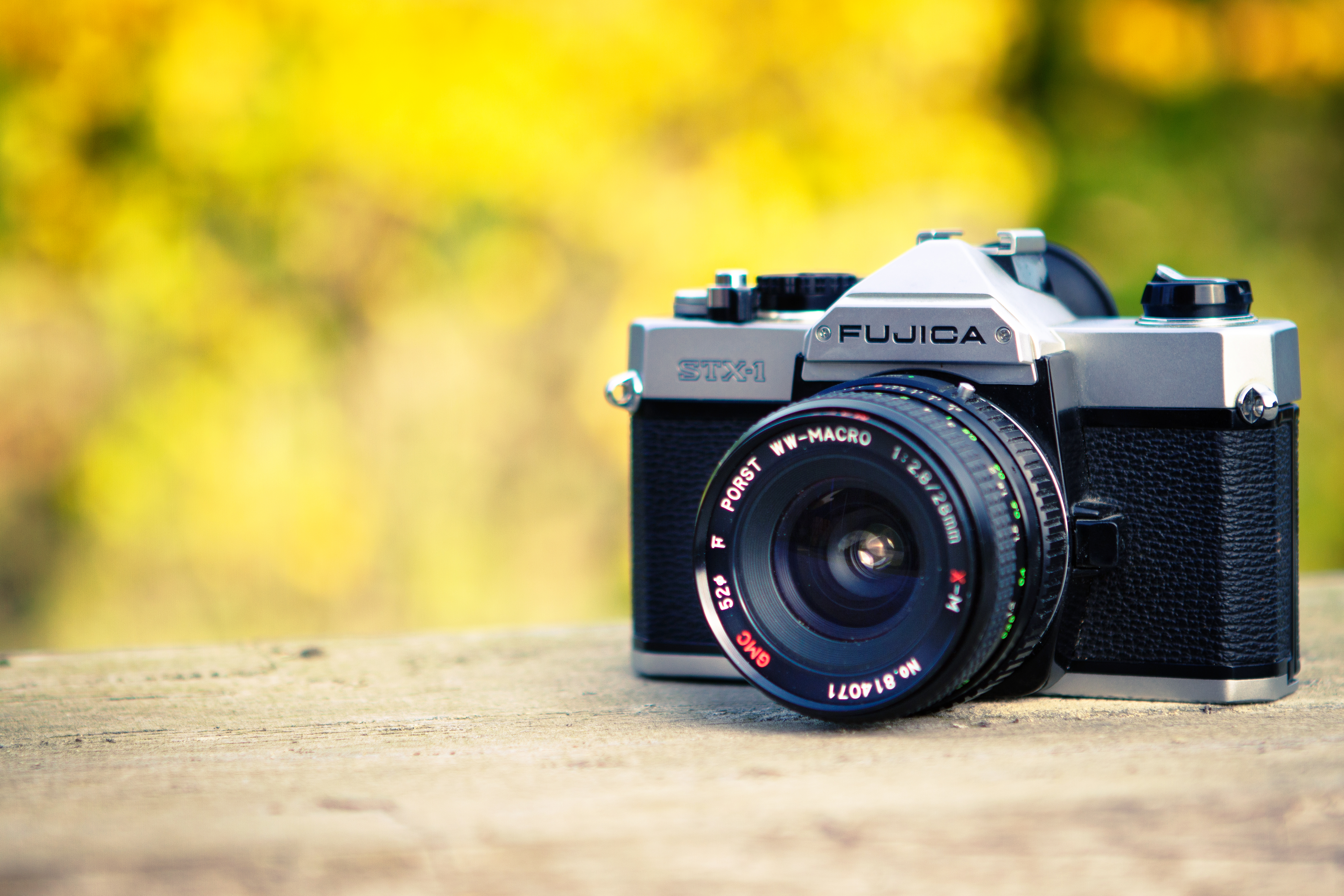
フジカSTX-1

- フジカSTX-1/フジカMPF105X（1979年8月発売、輸出専用） - フジカST605IIのXマウント版であるがフラッシュ用X接点端子が省略されホットシューのみとなっている。シャッター最高速度は1/700秒のマニュアル露出専用機。輸出先により名称が異なる。

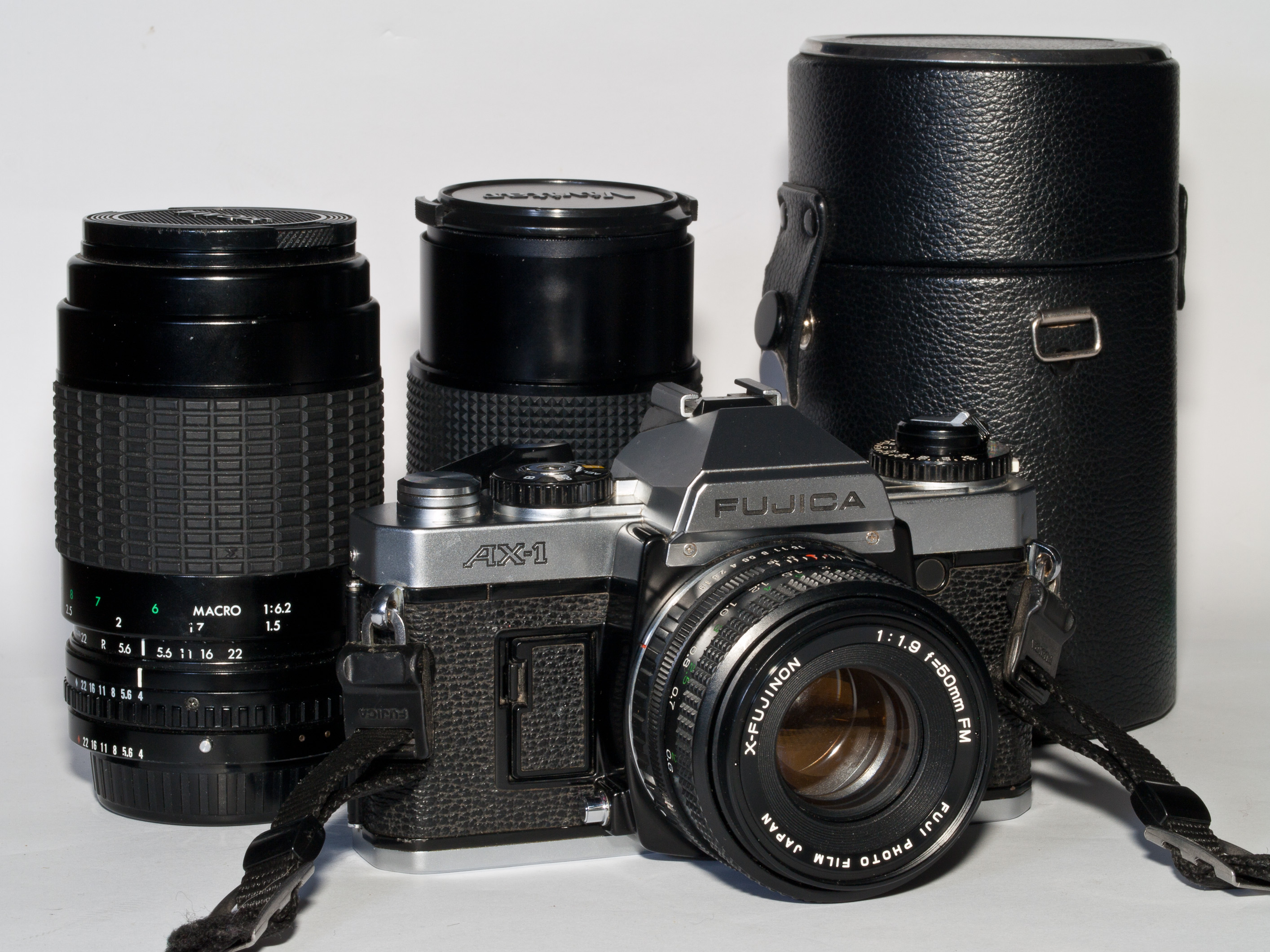
フジカAX-1

- フジカAX-1（1980年3月発売） - 絞り優先AEモードのみ搭載のシンプルなカメラであり、AXシリーズのエントリーモデル。
- フジカAX-5（1980年3月発売） - AXシリーズのフラッグシップモデル。絞り優先AE、シャッター速度優先AE、プログラムAE、マニュアルとフルモード搭載。この時期に発売された国産一眼レフカメラとしては最先端の機能を誇る野心作であった。

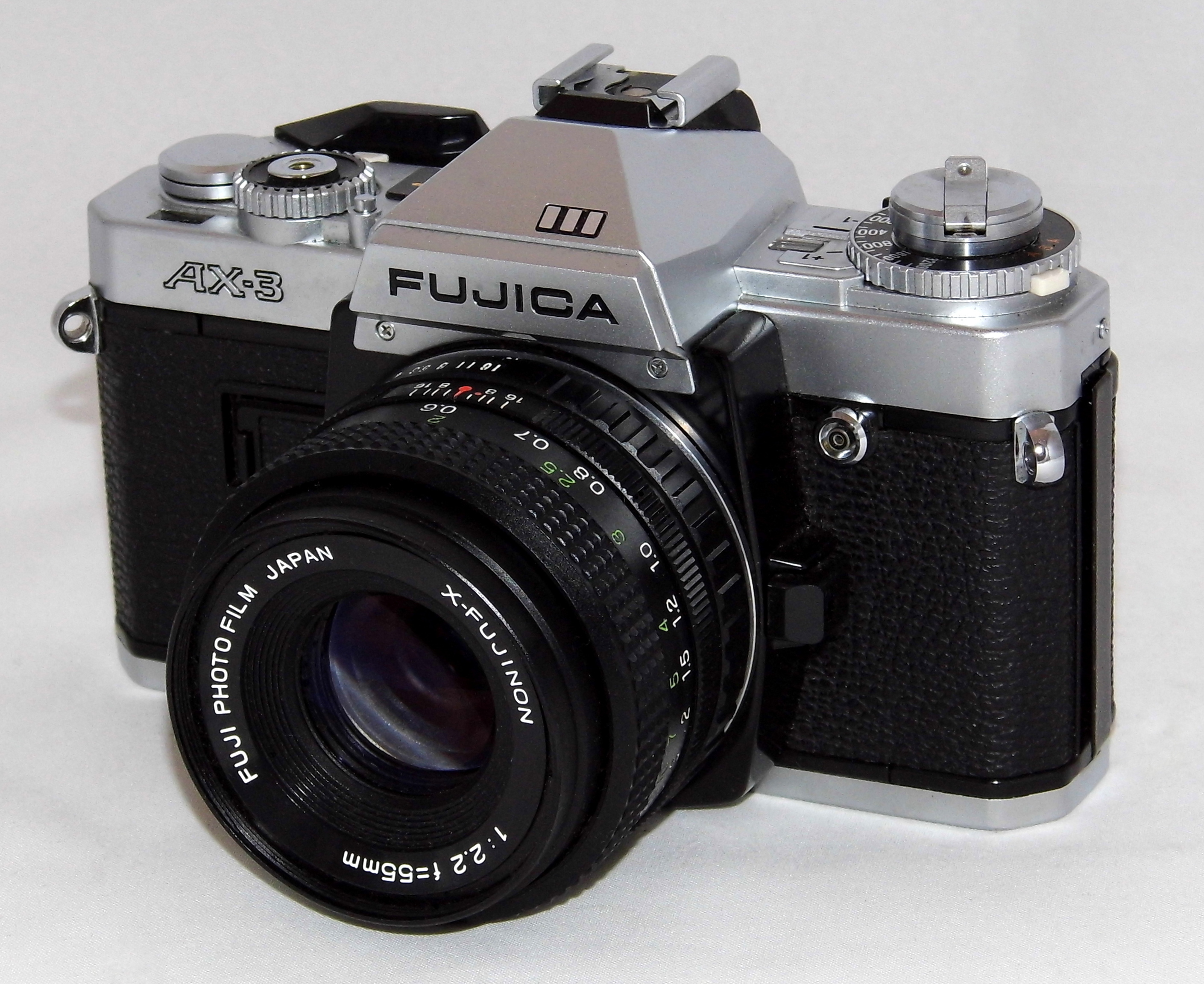
フジカAX-3

- フジカAX-3（1980年5月発売） - 絞り優先AE及びマニュアルモード搭載。AXシリーズの主力モデルであり、この時期に発売された国産一眼レフカメラとしては特徴のない平均的な性能を有している。
- フジカSTX-1N/フジカMPF105XN（1982年11月発売、輸出専用） - フジカSTX-1と比較してシャッター最高速度は1/1000秒に、ファインダー内の露出メーターが針式から3点LEDに、露出計用のLR-44ボタン電池を軍艦部背面から2個挿入する仕様を上面から2個挿入に、シャッターロックが回転式からスライド式にそれぞれ変更された。
- フジAXマルチプログラム（1985年8月発売、輸出専用だったが写真館向け業務用に若干の国内販売があった。） - このシリーズでは初めてフジブランドとなった。

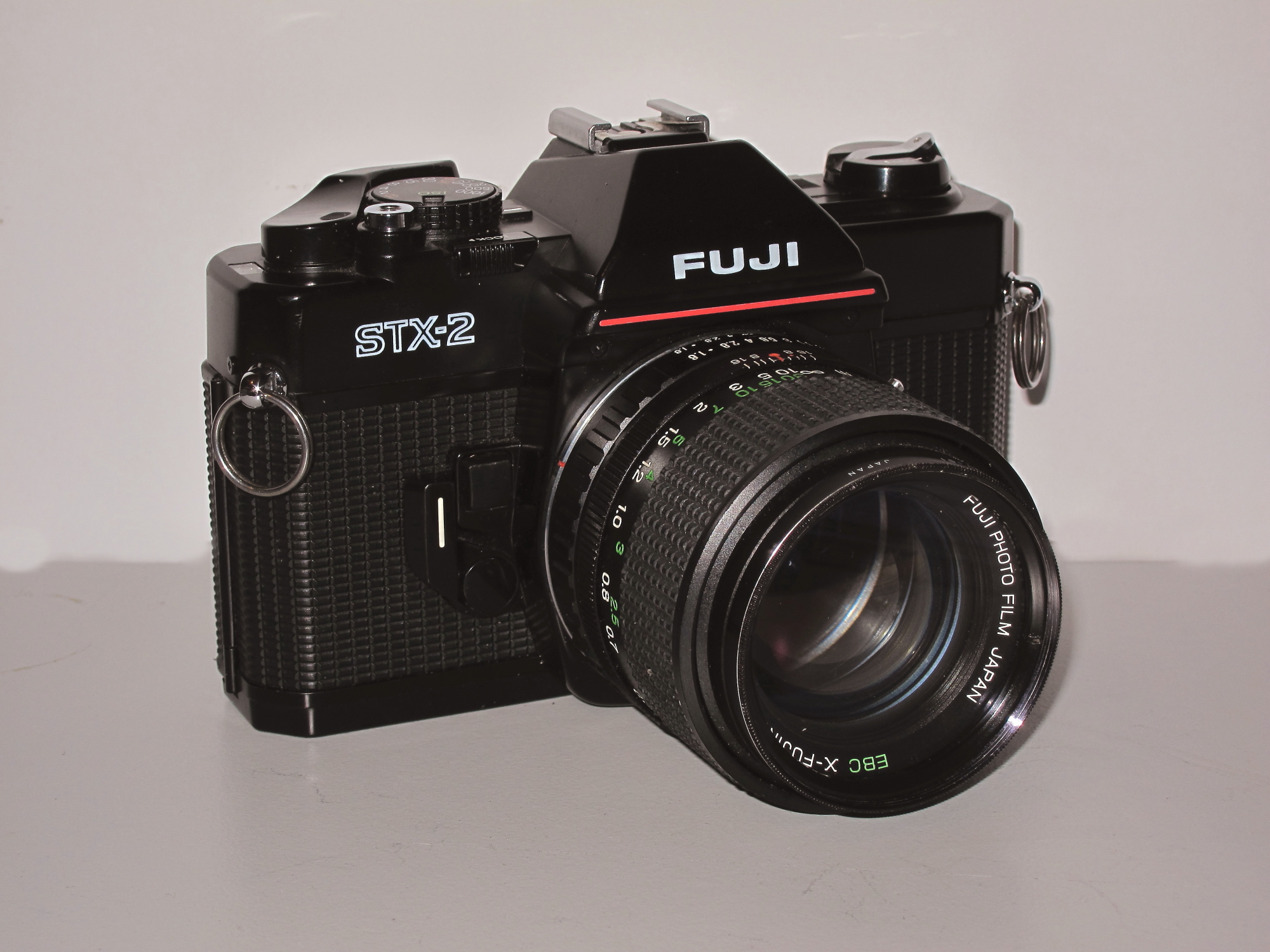
フジSTX-2

- フジSTX-2（1985年11月発売、輸出専用だったが写真館向け業務用に若干の国内販売があった。） - フジカSTX-1Nと外装以外はほぼ同一の仕様。裏ブタに富士フイルム製コンパクトカメラ伝統のフィルム確認窓を採用している。

#### AXシリーズ用レンズ

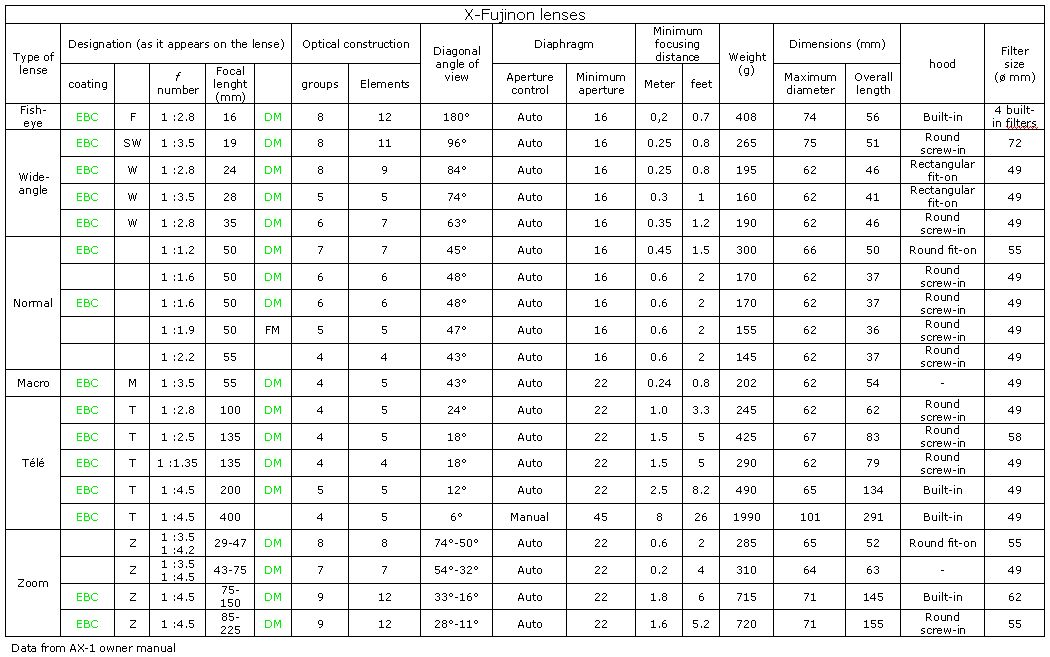
Xフジノンレンズ諸元一覧
(英文)

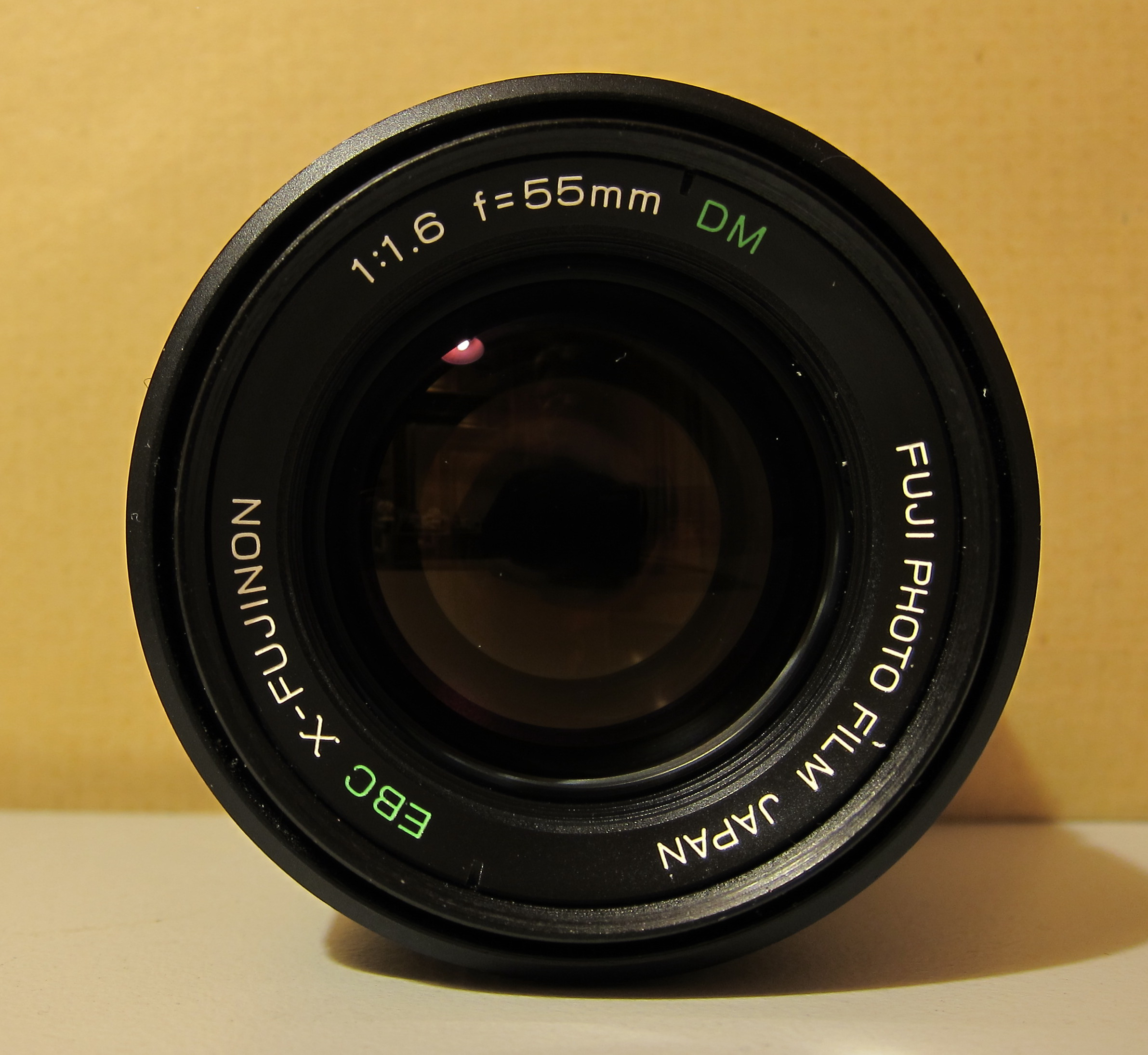
EBC X-FUJINON 1:1.6 f=55mm DM

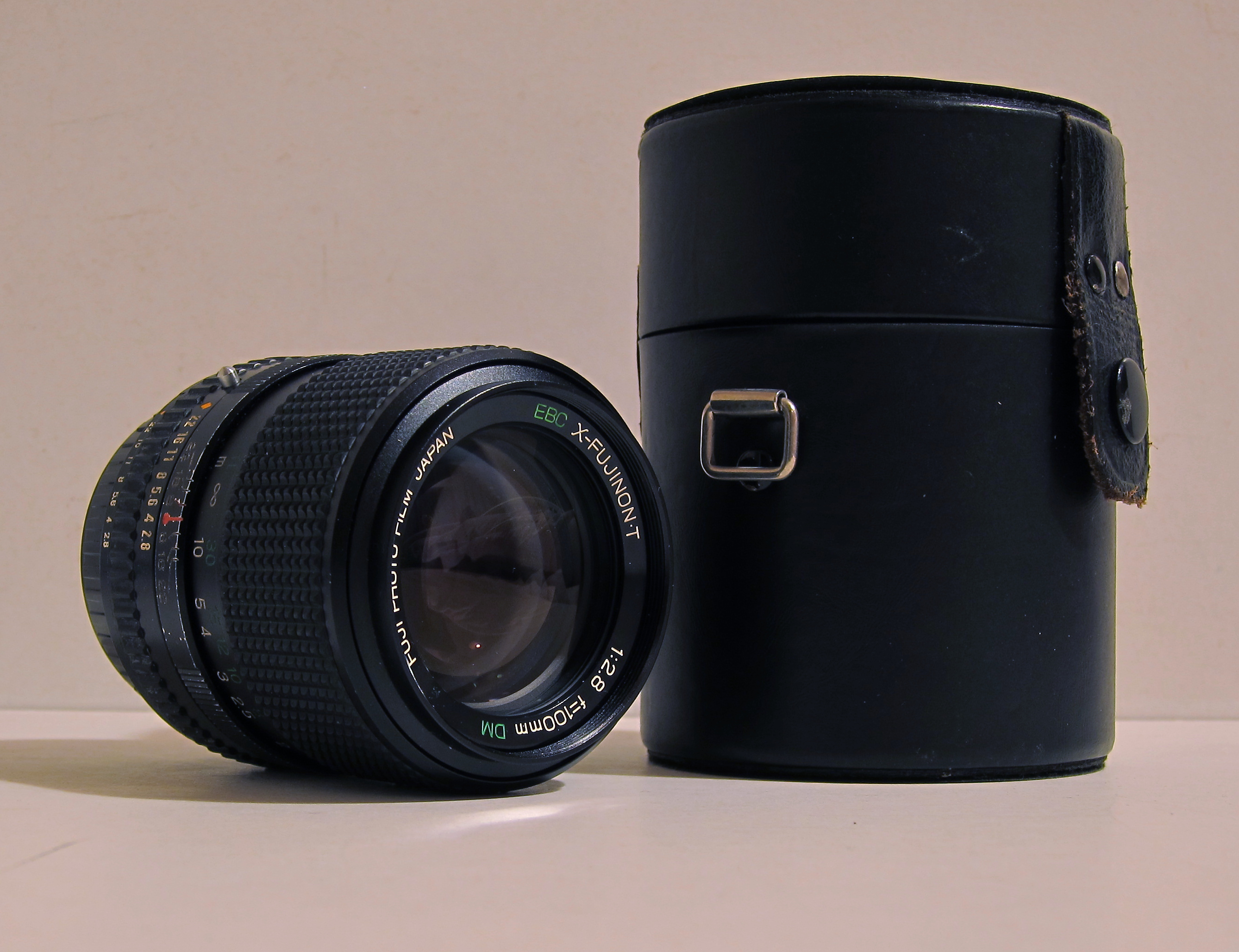
EBC X-FUJINON･T 1:2.8 f=100mm DM

Xマウント。従来のM42マウントレンズもアダプターを介して取り付け可能。DMレンズはシャッター速度優先AEに対応する。
- EBC XフジノンFDM16mmF2.8 - 対角線魚眼レンズ。8群12枚。最短撮影距離0.2m。フィルター4種内蔵。
- EBC XフジノンWDM24mmF2.8 - 8群9枚。最短撮影距離0.25m。アタッチメントはφ49mmねじ込み。
- EBC XフジノンWDM28mmF3.5 - 5群5枚。最短撮影距離0.3m。アタッチメントはφ49mmねじ込み。
- EBC XフジノンWDM35mmF2.8 - 6群7枚。最短撮影距離0.35m。アタッチメントはφ49mmねじ込み。
- EBC XフジノンDM50mmF1.2 - 7群7枚。最短撮影距離0.45m。アタッチメントはφ55mmねじ込み。
- EBC XフジノンDM50mmF1.6 - 6群6枚。最短撮影距離0.6m。アタッチメントはφ49mmねじ込み。
- XフジノンFM50mmF1.9 - 5群5枚。最短撮影距離0.6m。アタッチメントはφ49mmねじ込み。
- Xフジノン55mmF2.2 - 4群4枚。最短撮影距離0.6m。アタッチメントはφ49mmねじ込み。
- EBC XフジノンMDM55mmF3.5 - 4群5枚。最短撮影距離0.24m。アタッチメントはφ49mmねじ込み。
- EBC XフジノンTDM100mmF2.8 - 4群5枚。最短撮影距離1m。アタッチメントはφ49mmねじ込み。
- EBC XフジノンTDM135mmF3.5 - 4群4枚。最短撮影距離1.5m。アタッチメントはφ49mmねじ込み。
- EBC XフジノンTDM200mmF4.5 - 5群5枚。最短撮影距離2.5m。アタッチメントはφ49mmねじ込み。
- EBC XフジノンT400mmF4.5 - 4群5枚。最短撮影距離8m。アタッチメントはφ49mmねじ込み。
- XフジノンZDM29-47mmF3.5-4.2 - 8群8枚。最短撮影距離0.6m。アタッチメントはφ55mmねじ込み。
- XフジノンZDM43-75mmF3.5-4.5 - 7群7枚。最短撮影距離1.2m。アタッチメントはφ49mmねじ込み。
- EBC XフジノンZDM75-150mmF4.5 - 9群12枚。最短撮影距離1.8m。アタッチメントはφ62mmねじ込み。

### フジTXシリーズ
レンズ交換式レンジファインダーカメラ。フォーマットは24×36mm（ライカ）判と24×65mm判パノラマを途中で切り替えられ、フィルム間隔も自動で調整される。ハッセルブラッドとの共同開発。

#### TXシリーズボディー
- TX-1（1998年9月発売）- シャンパンゴールドボディ。
- TX-2（2003年9月発売）- ファインダー内にシャッタースピード、露出インジケーター、露出補正マークを表示するよう改良された。ブラックボディ。

#### TXシリーズ用レンズ
- スーパーEBCフジノンTX30mmF5.6 - ガラスモールド非球面レンズを含む8群10枚。最短撮影距離0.7m。アタッチメントはφ58mmねじ込み。専用ビューファインダーをアクセサリーシューに取り付けて使用する。
- スーパーEBCフジノンTX45mmF4 - 対称型の6群8枚。最短撮影距離0.7m。アタッチメントはφ49mmねじ込み。
- スーパーEBCフジノンTX90mmF4 - 7群9枚。最短撮影距離1m。アタッチメントはφ49mmねじ込み。

### NATURAシリーズ
既にデジカメ全盛期となっていた2004年10月にシリーズ展開されたコンパクトフィルムカメラ。24mmのAF超広角レンズ（F値1.9）と自動露出により一眼レフのようなボケ味のある写真に仕上がるのが特徴。同時発売の超高感度フィルム「NATURA 1600（ISO1600）」との併用によるNP（ナチュラルフォト）モードにより、夕暮れ時や室内など暗がりでもフラッシュ無しの自然な採光下での撮影を提案した。2012年4月にカメラの生産が終了した。
- NATURA S（2004年10月発売）
- NATURA BLACK F1.9（2005年3月発売）
- NATURA CLASSICA（2倍ズーム付、2006年3月発売）
- NATURA NS（2倍ズーム付、2006年4月発売）

### カルディアシリーズ

ズームカルディア スーパー115

カルディア（Cardia ）シリーズはコンパクトフィルムカメラ。ズームレンズや連写機能などを備えた機種がラインアップされていた。このカルディアシリーズより、ブランド名がフジカからフジに変更になった。
- カルディアDL-200デート（1984年発売） - 32mmF2.8レンズを搭載。1985年度グッドデザイン賞（レジャー・ホビー・DIY部門）を受賞した。
- 望遠カルディアスーパーデート（1987年発売） - 35mm/70mmの二焦点式カメラ。
- ズームカルディア600デート（1988年発売） - 38〜55mmズームレンズを搭載。
- カルディアトラベルミニ（1990年発売） - 小型・軽量化を図った二焦点機。
- パノラマカルディア（1990年発売） - 28mmF4レンズ搭載のパノラマ専用機。

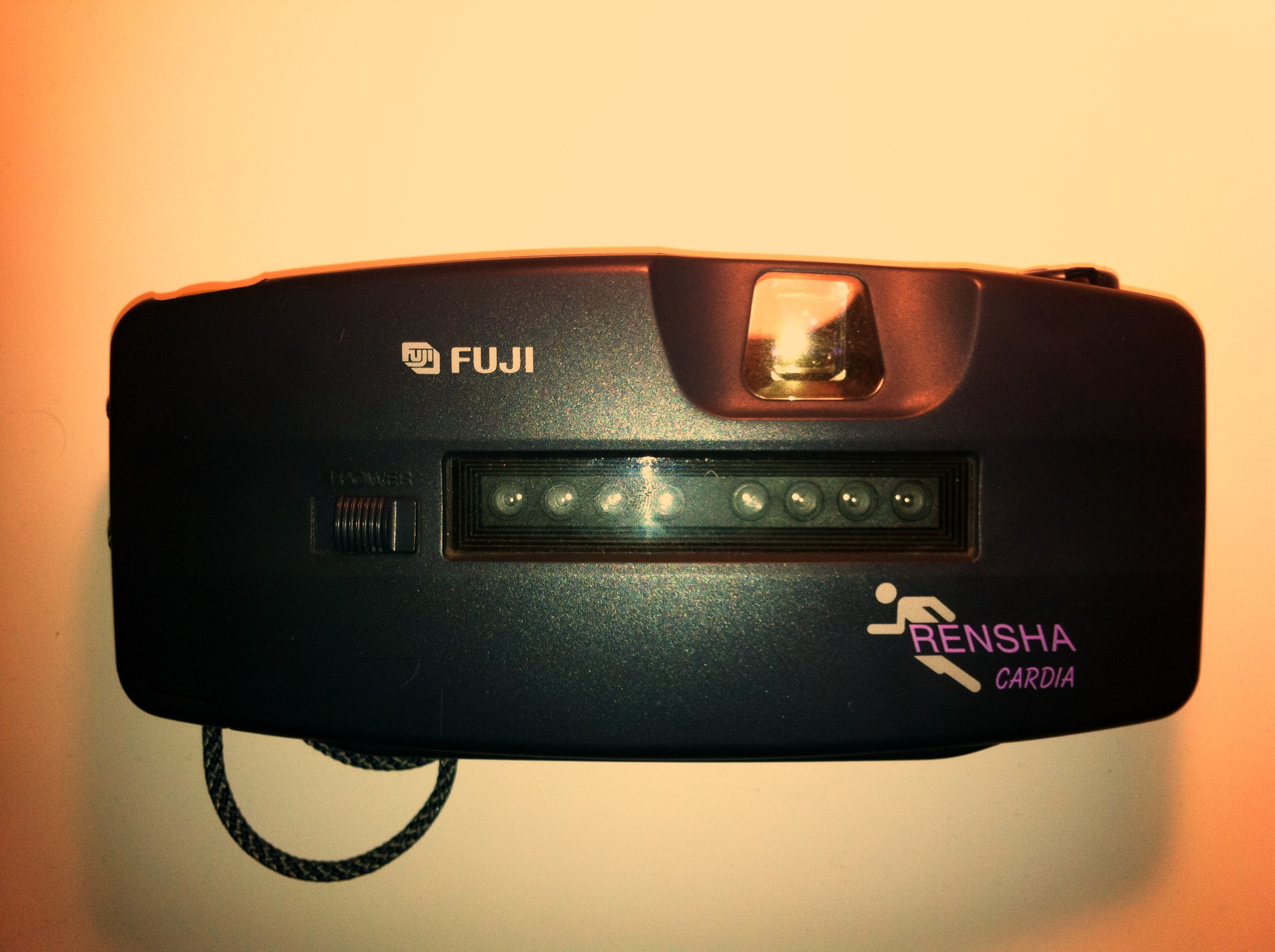
連写カルディア ビューン

- 連写カルディア ビューン（1991年発売） - レンズが横に8個並んだ連写専用機。
- カルディアミニ・ティアラ （1994年発売） - アルミ製ボディの小型軽量機。28mmの単焦点。1995年度グッドデザイン賞（レジャー・ホビー・DIY部門）を受賞した。
- ズームカルディアスーパー115（1994年発売）
- カルディアミニ・ティアラズーム（1996年発売） - ティアラ同様、アルミ製ボディの小型軽量機。28mm〜56mmのズームレンズを搭載。
- カルディアミニ・ティアラ2（1997年発売） - 初代ティアラの後継機。

### クラッセシリーズ
クラッセ（KLASSE ）シリーズは高級コンパクトフィルムカメラ。
- クラッセ（2001年発売） - 38mmF2.6レンズを搭載。
- クラッセW（2006年12月発売） - 28mmF2.8レンズを搭載。
- クラッセS（2007年春発売） - 38mmF2.8レンズ搭載。

### Silviシリーズ
ズームレンズを搭載したコンパクトフィルムカメラ。バックライト付きの大型液晶パネルや、簡単にフィルムを入れることができる「新DILシステム」が特徴。

### フジカハーフシリーズ
24×18mm（ハーフ）判。1959年発売のオリンパスペン以来各メーカーとも出そろった後の登場であった。
- フジカハーフ（1963年11月発売[6]） - ハーフ判カメラでは数少ないプログラムAE[6]とセルフタイマー[6]を備えたカメラ。レンズは変形テッサー型のフジノン28mmF2.8[6]。
- フジカドライブ（1964年6月発売[6]） - フジカハーフをスプリングドライブとしたもの。
- フジカミニ（1964年9月発売[6]） - 女性向きに開発された。レンズは固定焦点のフジナーK25mmF2.8[6]。シャッター速度は1/125秒のみ[6]。露出はISO25のフィルムを入れた場合はピンク、ISO50はブルー、ISO100はレモン、ISO200はグリーンの人工宝石を指針と合致させることで絞りを決定する。デザインは田中芳郎[5][4]、機械設計は宮部甫[4]が担当した。
- フジカハーフ1.9（1967年2月発売[6]） - フジカハーフのレンズをフジノン33mmF1.9にしたもの[6]。

### スーパーシリーズ
TBD
- スーパー145AZ
- スーパー1200AZ

### PicPALシリーズ

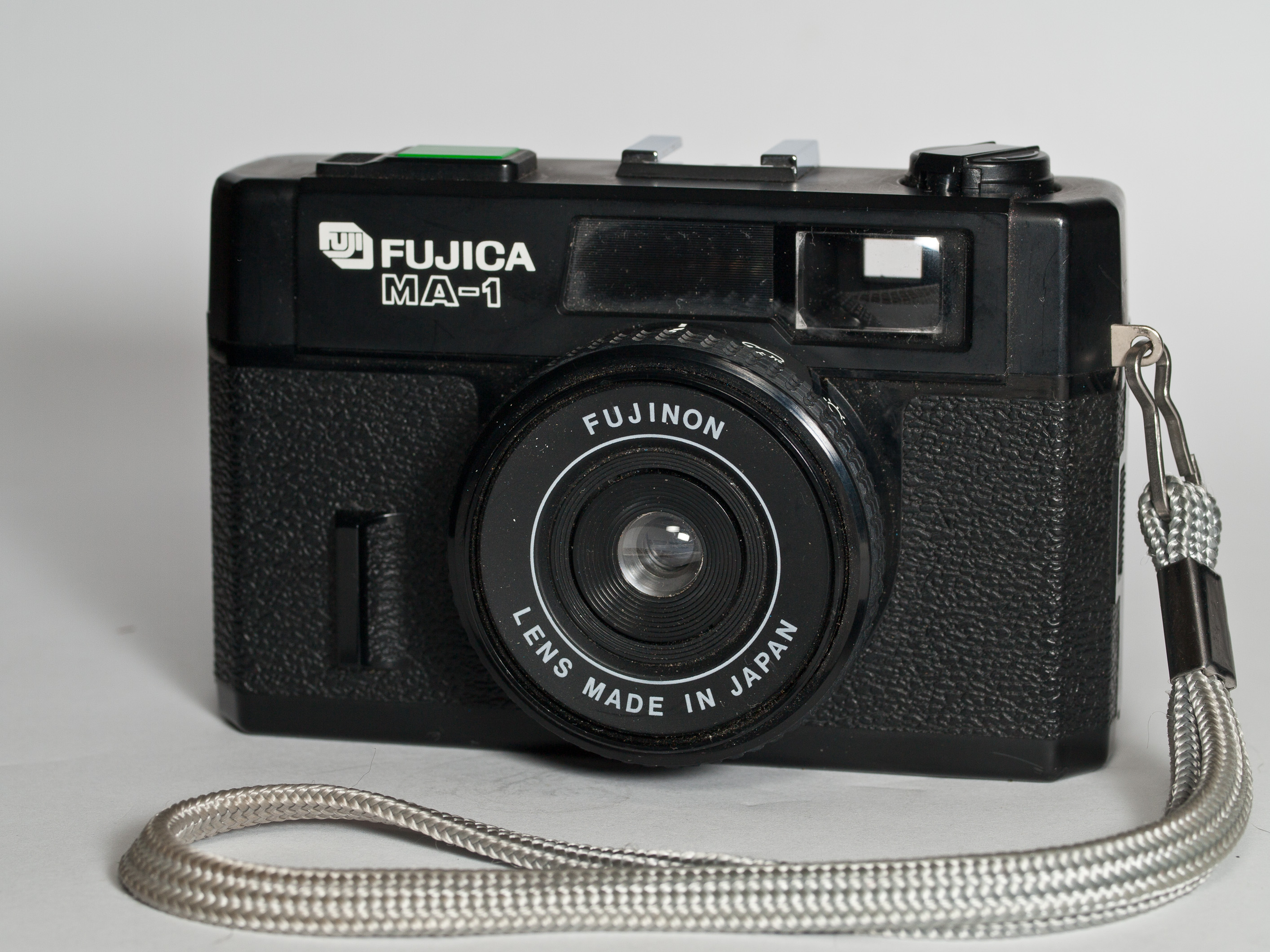
FUJICA PicPALの輸出版MA-1

- PicPAL
- PicPAL2

### クリアショットシリーズ/スマートショットシリーズ
クリアショットシリーズ
- クリアショット30
- クリアショットM
- クリアショットu
- クリアショットS AF

1994年以降に展開したスマートショットシリーズ。ピント合わせ不要で安価で気軽に撮影できた。

スマートショットシリーズ
- TBD

スマートショットシリーズは写ルンですをベースに、裏蓋などほぼ最低限の追加がされた機構で、固定焦点、ダイヤルによる巻上げ、単3アルカリ乾電池1本でフラッシュ充電、ISO感度切り換えも無く通常の撮影には100～400程度のフィルムでのラティテュードで対応としている。クリアショットシリーズは同様に写ルンですをベースとしながらも、オートフォーカスや各種自動化など高機能版。

## ラピッドフィルム使用カメラ
24×24mm判の16枚撮り。
- フジカラピッドS（1965年[7]6月発売） - レンズは単玉40mmF11[7]。
- フジカラピッドS2（1965年発売[7]） - 独特の横長のボディーが特徴的なEEカメラ。レンズはフジナーK28mmF2.8[7]。デザインは田中芳郎[5][4]。
- フジカラピッドD1（1965年[6][7]12月発売[6]） - フジカドライブを基本にラピッドフィルム仕様としたもの[6][7]で、スプリングドライブによりフィルムを巻き上げる[7]。
- フジカラピッドSF（1966年[7]4月発売） - フジカラピッドSにAG-1フラッシュソケットを装備した[7]。

## ディスクフィルム使用カメラ

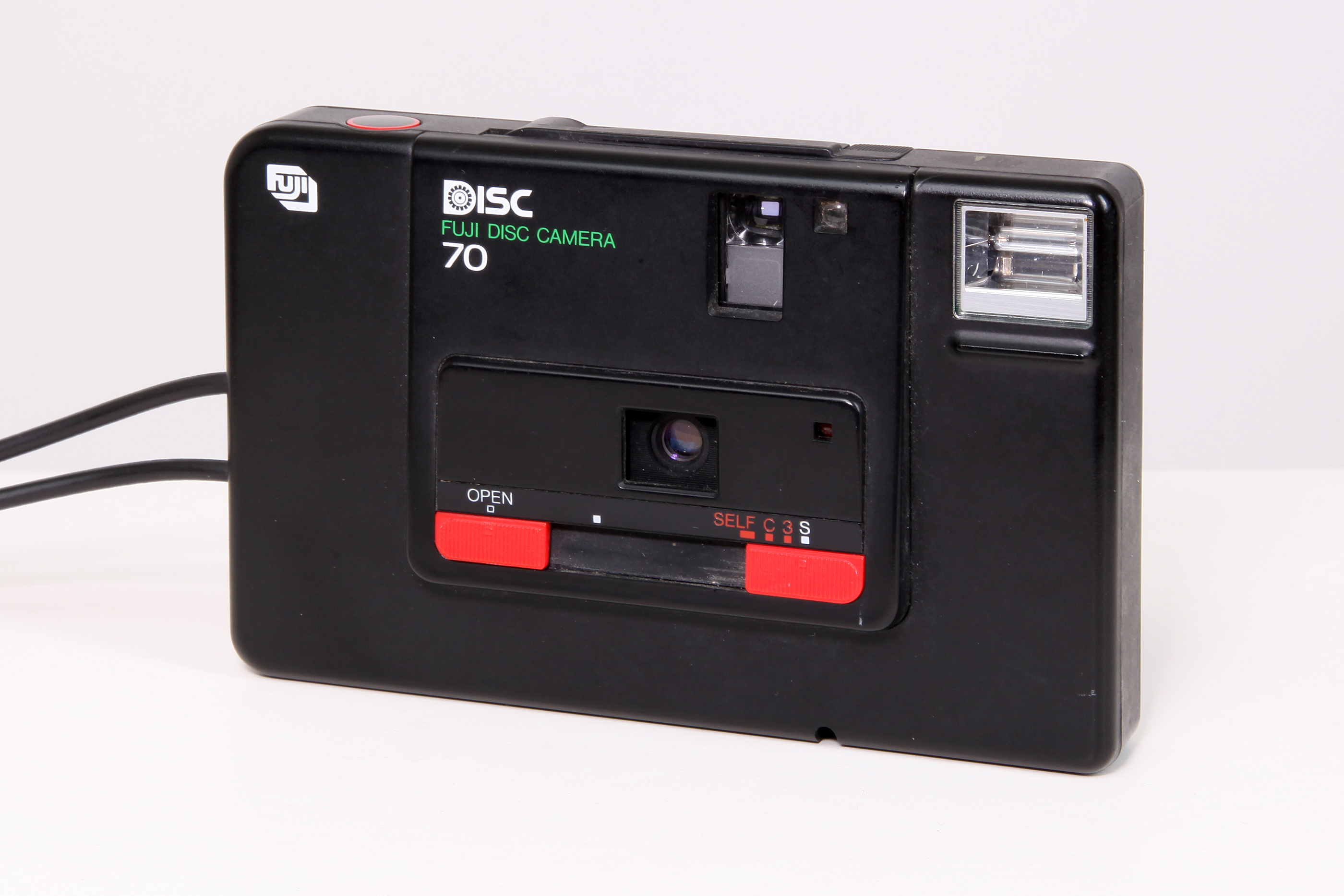
FUJI DISC CAMERA 70

1982年にコダック社が開発した15枚撮りディスクフィルムを使用するカメラ。
- FUJI DISC CAMERA 70 - 輸出専用。

## APSフィルム使用カメラ
APSフィルムを使用するカメラ。

### エピオンシリーズ

エピオン300Z前面

エピオン300Z背面

エピオン（EPION ）は1996年4月よりシリーズ展開開始。MRCはフィルム途中交換機能搭載を、三桁シリーズのZはズームレンズ搭載を表している。
- エピオン10（1996年4月発売） - 当初はブラックメタリックのみであったが1997年7月にミスティパール、チェリーピンク、パープルメタリックのカラーバリエーションがカラーセレクション エピオン10として追加された。
- エピオン100（1996年4月発売）
- エピオン300Z（1996年4月発売） - エピオンシリーズ開始時の最上位モデル。
- エピオン305Z（1996年4月発売） - エピオン 300Zの広角版。
- エピオン4000（1996年4月発売） - レンズ固定式一眼レフカメラ。オリンパスのCenturionシリーズと姉妹製品。
- エピオン200Z（1996年7月発売）
- エピオン50AF（1996年11月発売） - 1997年8月にパールホワイト、シャンパンゴールドのカラーバリエーションが追加された。
- エピオン400Z（1996年11月発売）
- エピオン400Z MRC（1997年4月発売） - エピオン400Zにフィルム途中交換機能であるMRCを搭載。
- エピオン安全第一（1997年4月発売） - JIS保護等級5の防水防塵設計。
- エピオンRVXマサイマラ（1997年8月発売） - RVXとはレクリエーショナル・ビジュアライズ・エクストリームの略。マサイマラはケニア共和国の国立野生動物保護区の地名。JIS保護等級5の防水防塵設計。外装は迷彩。エピオン安全第一と同等。
- ハローキティエピオン（1997年8月発売） - エピオン10をベースにしたハローキティモデル。
- エピオン310Z MRC（1997年10月発売）
- エピオン101（1997年12月発売）
- エピオン3500MRCカードマン（1997年12月発売） - 着脱式のマルチファンクションカードは操作パネル、リモコン、レンズプロテクターを兼ねる。
- エピオン210Z（1998年2月発売）
- エピオン210Z（1998年2月発売）
- エピオン255Z（1998年2月発売）
- エピオン260Z MRC（1998年2月発売）
- マイメロディ エピオンAF（1998年4月発売） - エピオン50AFをベースにしたマイメロディモデル。
- エピオン1000MRCティアラix（1998年7月発売） - フィルムカメラのTIARAの名を冠したモデル。チタン製小型カプセルボディを採用。
- エピオン3000MRCシューター（1998年9月発売）
- エピオン1010MRCティアラix-G（1998年11月発売） - エピオン1000MRCティアラixの廉価版。チタン外装ではなくプラスチック外装となった。
- エピオン270Z MRC（1998年12月発売）
- エピオン265Z（1999年3月発売）

### nexiaシリーズ
APSコンパクトカメラシリーズ。1996年のAPSフィルム「nexia」発売と同時にシリーズ展開した。
- nexia 3200ixZ(2000年10月発売) - 3倍ズームレンズ搭載のコンパクトカメラ。
- nexia Q1 - チェキと同様にユニークなデザインが特徴。2005年にコンデジ版のQ1デジタルが発売された。2006年生産終了。
- nexia Q1ズーム - ズームレンズがついた。

## ミノックスフィルム使用カメラ
- フジカラーMC-007（1997年2月発売） - アクメルMDとほぼ同仕様。8×11mm判。装着レンズは3群3枚15mmF3.5だがF5.6の固定絞りが付いている。電源はCR1/3N電池×2個もしくはLR44×4個。

## インスタントフィルム使用カメラ

### Fシリーズ
フォトラマフィルムを使用する。
- フジインスタントカメラF-10 - 装着レンズはゾーンフォーカス3群3枚のフジノン100mmF12.6。
- フジインスタントカメラF-50S（1981年10月発売） - 蛇腹折り畳み式。レンズはゾーンフォーカス3群3枚のフジノン105mmF9.5。CdS素子によるプログラムAE。オートフラッシュ内蔵。
- フジインスタントカメラF-51S（1982年6月発売） - フジインスタントカメラF-50SにX接点を装備したもの。
- フジインスタントカメラF-60AF（1982年6月発売） - フジインスタントカメラF-50Sに低照度測距時の補助光ビームセンサーによるオートフォーカス機能を組み込んだ機種。
- フジインスタントカメラF-20S（1982年12月発売） - フジインスタントカメラF-10にフラッシュを内蔵したもの。
- フジインスタントカメラF-55Voice（1982年12月発売） - フジインスタントカメラF-50Sにカメラ操作を指示する4音声2メロディーを装備したしゃべるカメラ。

### 800シリーズ
フォトラマ800フィルムを使用する。
- フジインスタントカメラ800AF（1984年3月発売） - 装着レンズは3群3枚フジノン105mmF9.5。
- フジインスタントカメラ800S（1984年3月発売）- 装着レンズは3群3枚フジノン105mmF14。
- フジインスタントカメラ800X（1984年5月発売） - 装着レンズは3群3枚フジノン105mmF14。専用接写キットである「クローズアップユニット800X」を使用して25cmまでの接写が可能。
- フォトラマ880 Hi-CRYSTAL（1988年3月発売） - 装着レンズは3群3枚フジノン105mmF9.5。
- フォトラマ850E Hi-CRYSTAL（1989年10月発売） - 装着レンズは3群3枚フジノン105mmF14。
- フォトラマMX800（1993年4月発売） - 装着レンズは6群6枚フジノン148mmF12。電源はCR-P2電池×1個。富士フイルム製インスタントカメラで初の一眼レフカメラ。[8]

### Mr.HANDYシリーズ
Mr.HANDYエースを除きフォトラマ800フィルムを使用する。
- Mr.HANDY
- Mr.HANDY AF
- Mr.HANDY MF
- Mr.HANDY MF DATE

### フォトラマエースシリーズ
フォトラマエースフィルムを使用する。
- フォトラマロボエース（1993年4月発売）
- フォトラマスリムエース（1994年7月発売）
- フォトラマMr.HANDYエース（1995年6月発売）
- フォトラマMX900エース（1996年2月発売）
- フォトラマ90エース（1996年7月発売）
- フォトラマ91エース（1997年4月発売） - 遠距離と近距離の2点切り替え式だったフォトラマ90エースのピント合わせをオートフォーカスにしたもの。

### フォトラマFPシリーズ
証明写真を撮影するための業務用インスタントカメラ。レンズを複数備え、同時に複数枚の写真が撮影できる。
- フォトラマFP-UL - 装着レンズは4群4枚120mmF8×2本。コンバーターとインスタントホルダーの組み合わせで写真サイズや倍率を変更できる。撮影距離は1.2m固定。電源は単3電池×4本。
- フォトラマFP-14 - 装着レンズは93mmF8×4本。電源は単3電池×4本。
- フォトラマFP-12 - 装着レンズは4群4枚115mmF8×2本。撮影距離は1.2（縮小用アタッチメント使用時1.6）m固定。電源は単3電池×4本。

|  |  |  |  |

### チェキシリーズ

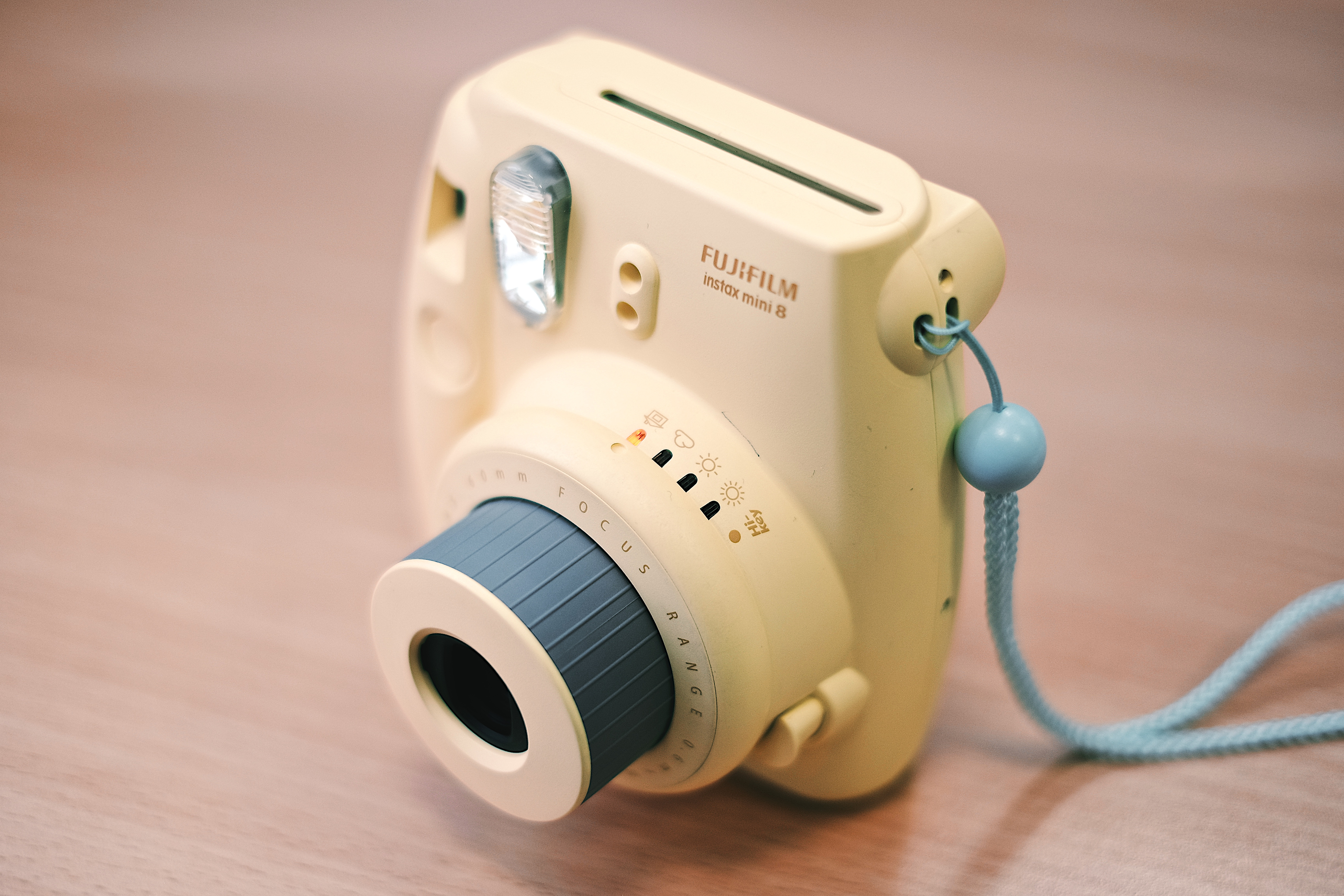
インスタックス mini 8

撮ったその場でカードサイズの写真を見られる。インスタントカメラとしては小柄なボディで、フラッシュ充電中などが一目でわかるマルチイルミネーションやセルフタイマーなどが搭載された機種もある。最盛期にはチェキと同じフィルムを使用する小型プリンターNP-1が発売され、シリーズの主力商品となった。

## 写ルンですシリーズ

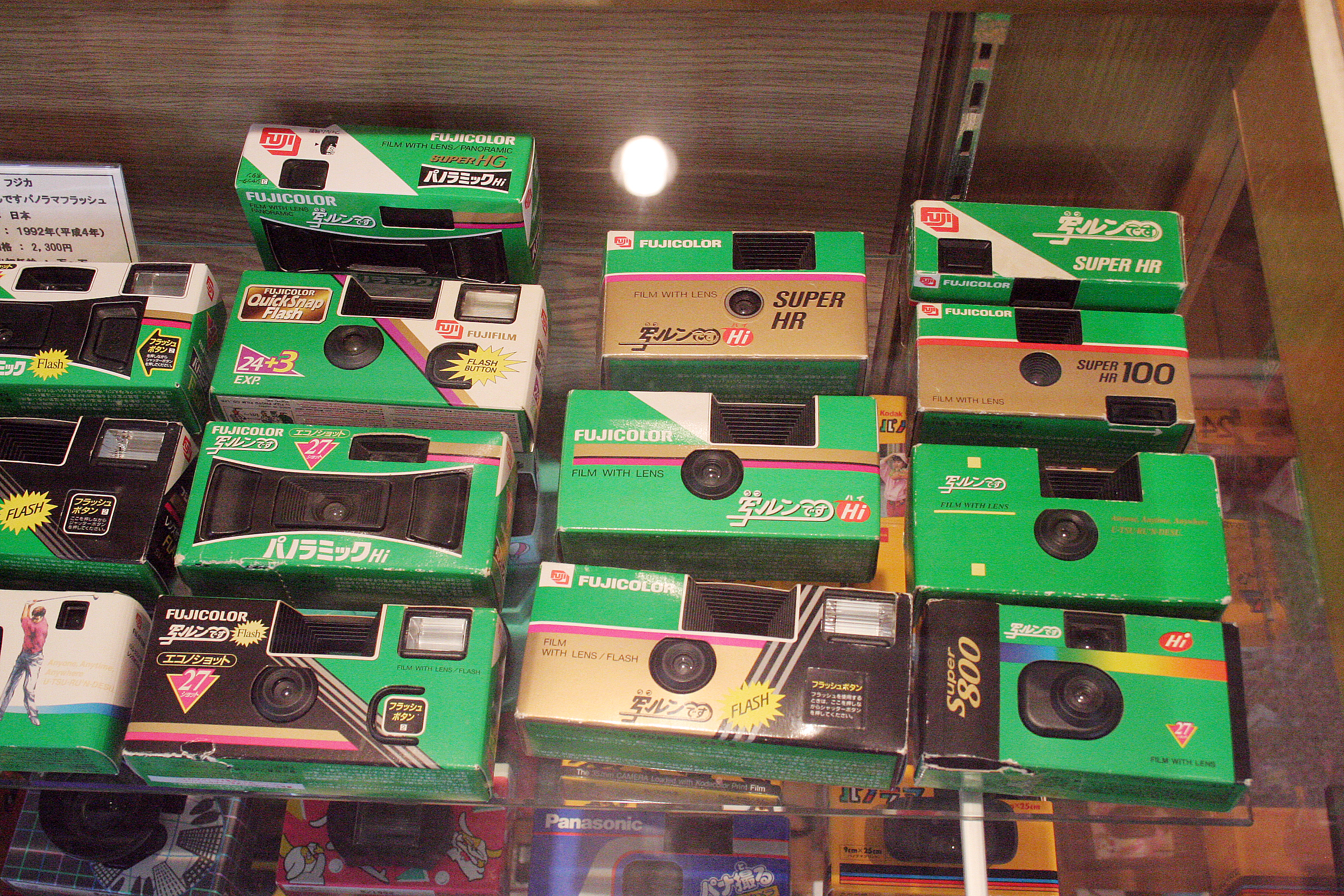
フジカラー写ルンですシリーズ

レンズやシャッターなどの簡易的なカメラ機能を備えた「レンズ付きフィルム」のパイオニア。「使い捨てカメラ」と呼ばれることがあるが、現在では使用後の製品のリユース・リサイクル体制が整備されている。登場初期には110フィルムが使われたが現在は135フィルムを使用するモデルのみである。アドバンストフォトシステムを使用するモデルは製造販売を終了した。

## 8ミリムービーカメラ
ブランド名はフジカ。

### ダブル8フィルムカメラ
- フジカ8T3（1960年11月発売）
- フジカ8Z4（1961年12月発売）

### シングル8フィルムカメラ

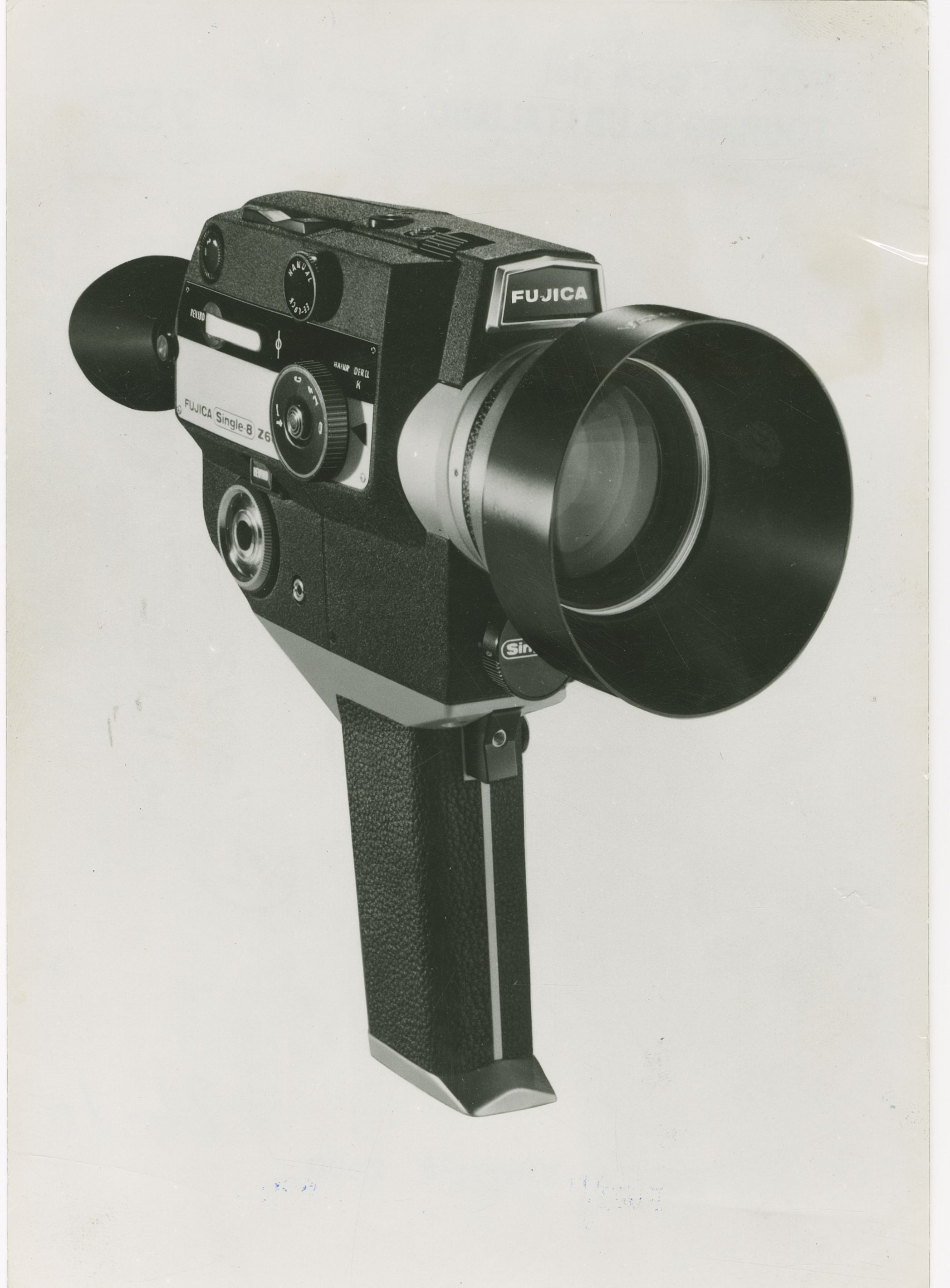
フジカシングル-8 Z600

シングル8には、サイレントカメラとサウンド（同時録音）カメラがある。撮影コマ速度（18・24・36コマ毎秒など）切換や1コマ撮影など、機種により機能の違いがある。
- フジカシングル-8 P1（1965年4月発売）
- フジカシングル-8 Z1（1965年10月発売）
- フジカシングル-8 P300（1967年7月発売）
- フジカシングル-8 Z600（1968年11月発売）
- フジカシングル-8 Z800（1971年12月発売）
- フジカシングル-8 ZS400（1971年12月発売）

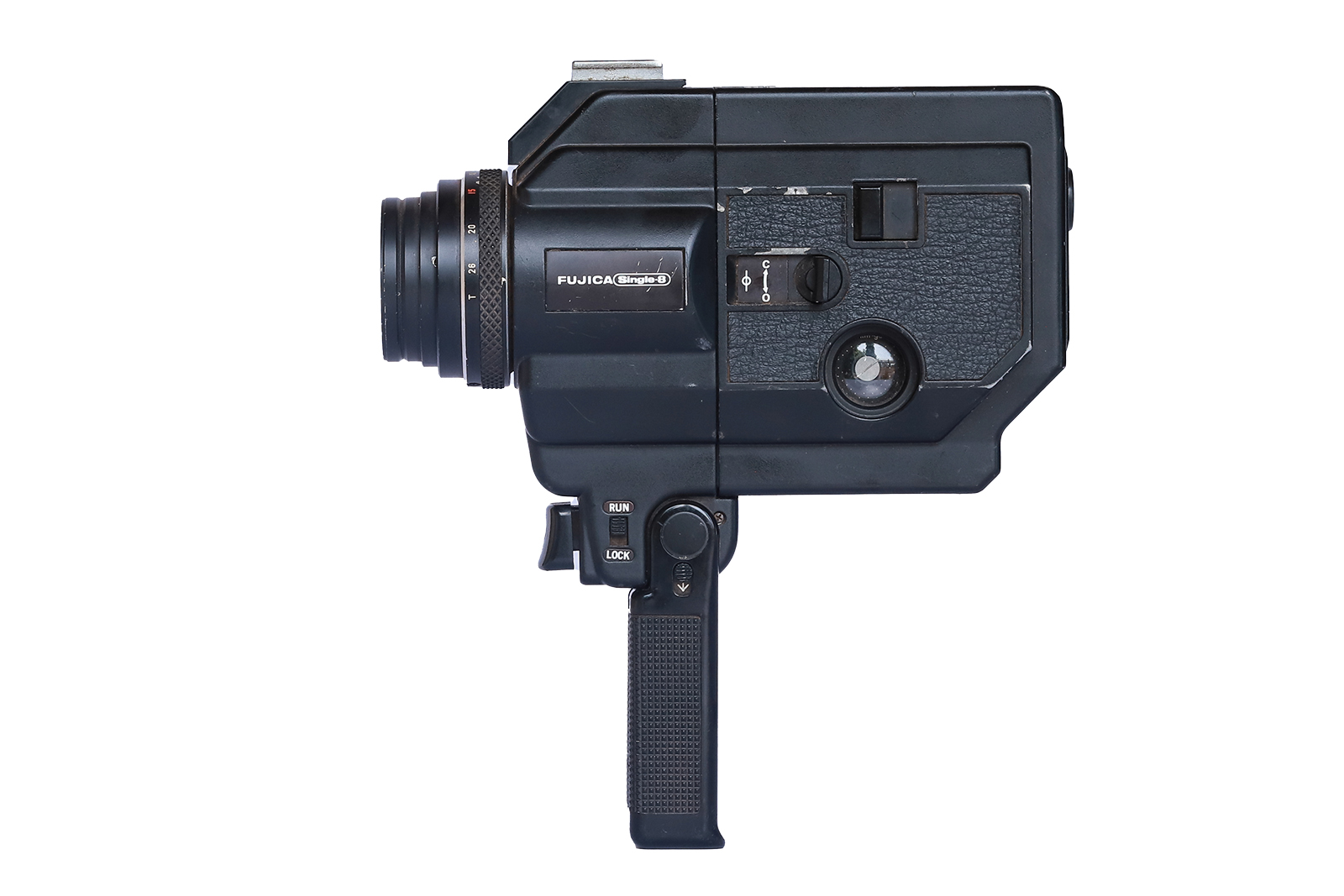
フジカシングル-8 ZX250

フジカシングル-8 ZX500

- フジカシングル-8 ZX300（1974年4月発売）
- フジカシングル-8 ZC1000（1975年2月発売）

- フジカシングル-8 ZX250（1975年4月発売）

- フジカシングル-8 ZX500（1975年4月発売）
- フジカシングル-8 PX300（1975年10月発売）
- フジカシングル-8 AXM100（1976年4月発売）
- フジカシングル-8 ZXM300（1976年4月発売）
- フジカシングル-8 P2（1978年9月発売）
- フジカシングル-8 P300サウンドオートフォーカス（1978年12月発売）
- フジカシングル-8 P300サウンド - 装着レンズは8群10枚フジノンZ10.5-27.5mmF1.6。21mmより広角側ではピント合わせ不要のスナップフォーカス機構が使用できる。
- フジカシングル-8 P400サウンドオートフォーカス（1981年12月発売） - 装着レンズは9群11枚フジノンZ9-34mmF1.6。
- フジカシングル-8 P500サウンド - 装着レンズはパワーズーム機構を備えた11群15枚フジノンMA Z7.5-38mmF1.7。21mmより広角側ではピント合わせ不要のスナップフォーカス機構が使用できる。